# Palais Neuf (Rome)
Le palais Neuf (en italien : Palazzo Nuovo) est un palais situé sur la place du Capitole à Rome, en face du palais des Conservateurs, avec lequel il constitue un des lieux d'exposition des musées du Capitole.

## Histoire

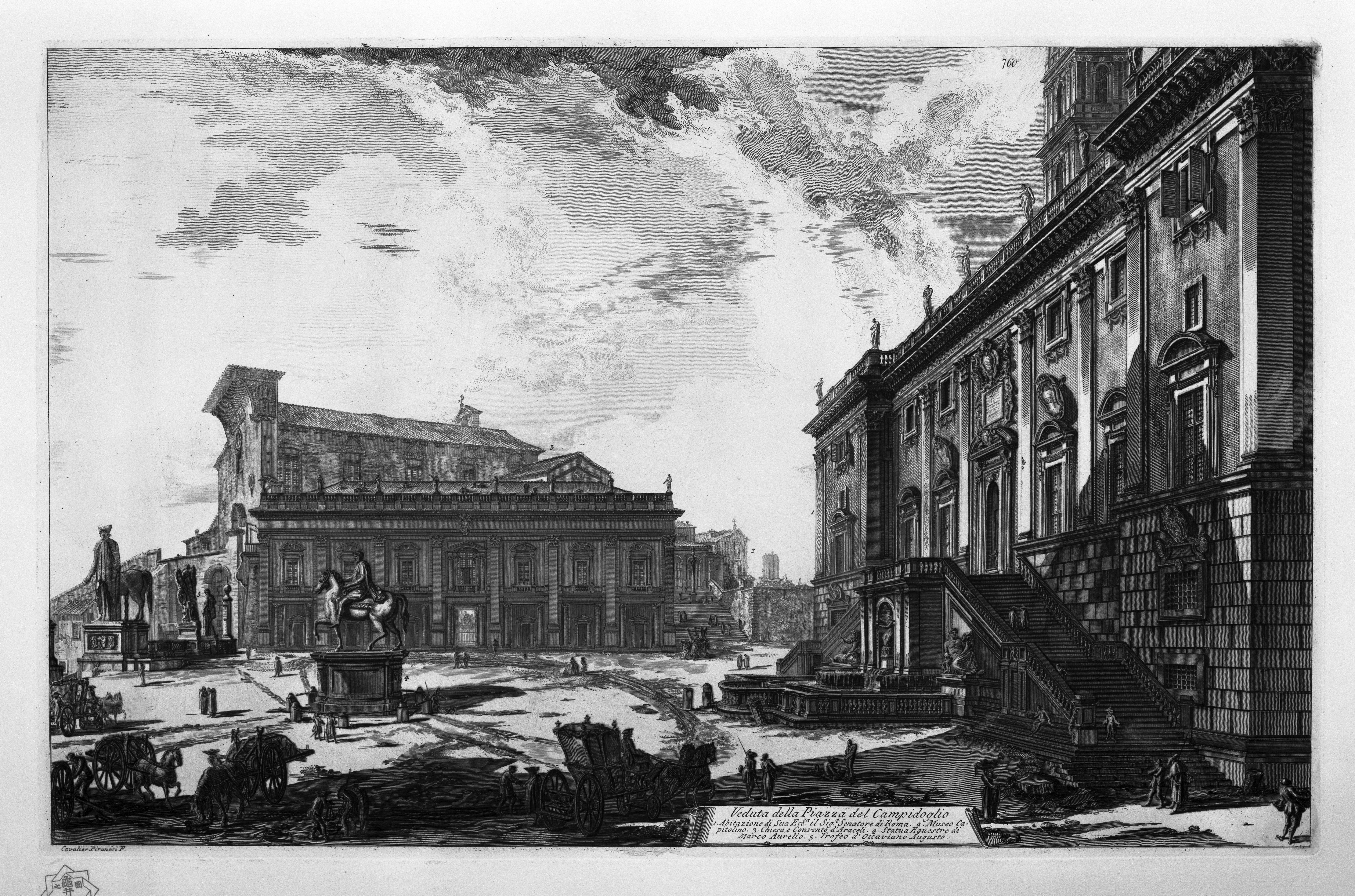
Eau forte de Piranesi, 1748-1774.

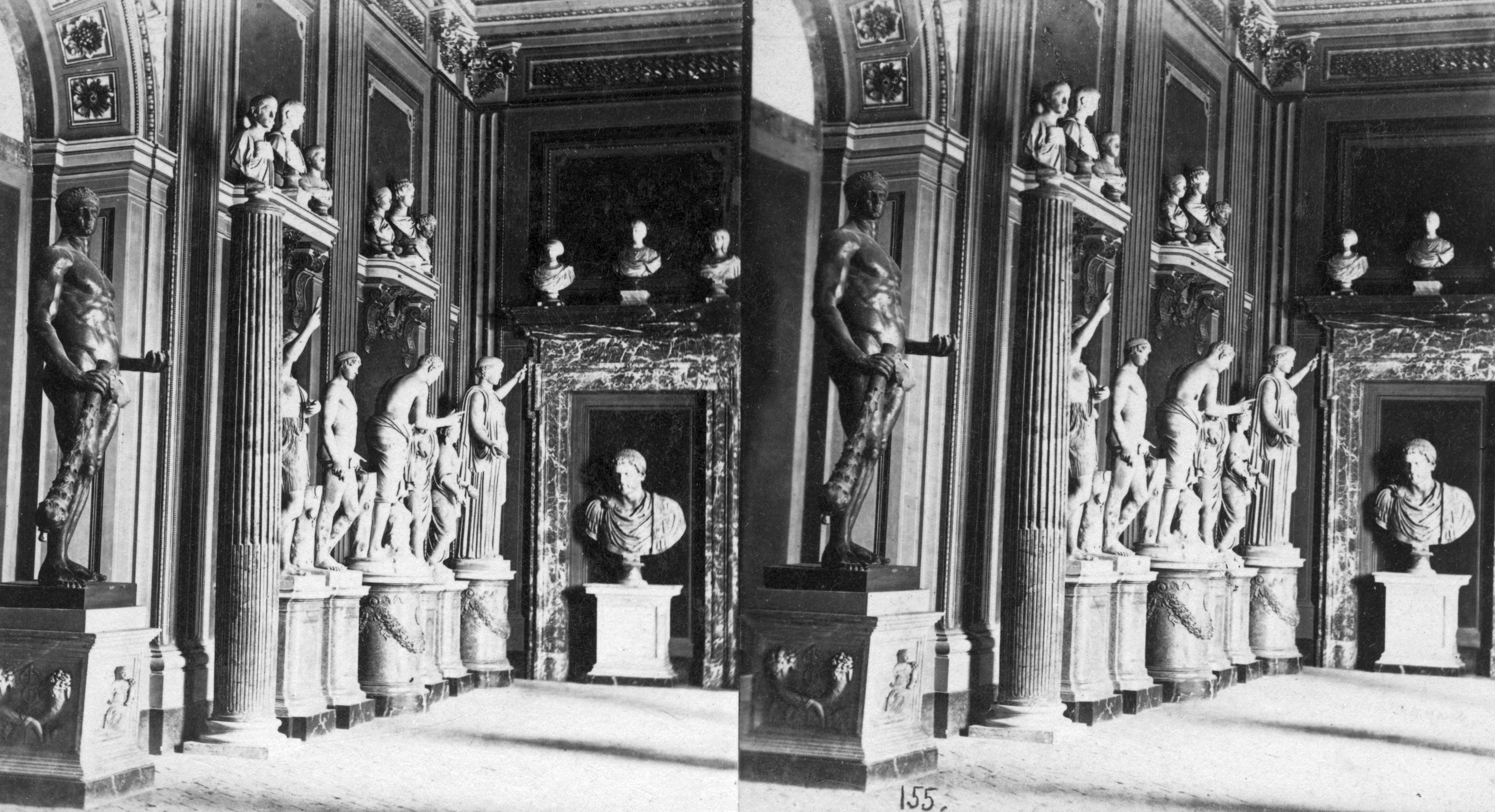
Le musée en 1900.

Le palais ne fut construit qu'au XVIIe siècle, probablement en deux phases, sous la direction de Girolamo Rainaldi, architecte du Peuple romain, puis de son fils Carlo Rainaldi qui l'achève en 1663. Cependant, le projet, au moins du corps de la façade, doit être attribué à Michel-Ange.
Les dessins du XVIe siècle figurent à son emplacement, le mur de soutènement du couvent de l'Aracoeli, qui domine aujourd'hui sa cour interne.
En 1537, Michel-Ange commence les travaux de restructuration de la place du Capitole avec la création ou la rénovation de trois palais, le palais des Conservateurs, le palais sénatorial et le palais Neuf. Il réorganise la place du Capitole avec notamment le déplacement de la statue équestre de Marc Aurèle depuis le palais du Latran, ainsi que les plans de la construction de la façade du futur palais Neuf, mais il ne verra pas son œuvre achevée à sa mort. Si les travaux de démolition et de fondation du bâtiment débutent en 1571, ce n'est qu'en 1603, que le pape Clément VIII assure le financement de la construction du nouveau palais par un emprunt et pose la première pierre. La construction est terminée en 1654, sous le pontificat d'Innocent X.
Le palais est construit juste en face du palais des Conservateurs (fermant la vue de la basilique Santa Maria in Aracoeli depuis la place) dont il reproduit fidèlement la façade conçue par Michel-Ange avec le portique au rez-de-chaussée et l'orientation légèrement oblique, par rapport au palais Sénatorial, afin de compléter la conception symétrique de la place caractérisée par une forme trapézoïdale.
Au cours de la première phase des travaux, la façade avec la travée du portique derrière elle, est érigée. Au cours de la deuxième phase des travaux de construction, une excavation est réalisée vers l'Aracœli, démolissant un remblai sur lequel s'appuyait la fontaine de Marforio, qui est démontée puis installée dans la cour intérieure du palais. Au XVIIe siècle, l'architecture du palais s'enrichit notamment au cours des pontificats d'Alexandre VII et de Clément X, qui fait réaliser les plafonds en bois des salles principales. Au cours de ces mêmes années, la jouissance du palais est concédée à la « Corporation des Arts de la laine et de la soie », dont le rôle culturel est alors important. Au moment de la concession, l'inventaire mentionne 44 sculptures, chiffre qui passe à 50 au moment de sa concession aux « Arts de l'agriculture » en 1698.
L'institution de la nouvelle collection publique d'antiques, présentée selon les critères d'un musée moderne, est l'œuvre de Clément VII en 1733. Il fait acquérir les sculptures qui avaient décoré la maison du cardinal Alessandro Albani, collectionneur avisé de chefs-d'œuvre antiques provenant soit d'autres collections, soit de fouilles ou de découvertes fortuites. La collection ainsi devient particulièrement importante avec l'achat de la collection Albani, composée de non moins de 418 sculptures, et avec les acquisitions et donations effectuées au cous des années 1745-1750, durant le pontificat de Benoît XIV. Les salles sont conçues en fonction d'un itinéraire qui met en évidence la valeur documentaire de ces sculptures, qui est reproduit dans la présentation actuelle. Des tailleurs de pierre romains sont engagés pour restaurer ces statues, souvent mutilées : une nouvelle intégrité est élaborée, dans nombre de cas, en fonction d'une interprétation savante.
De 1812 à 1818, des déplacements et des transformations sont effectués à l'intérieur du musée ; les statues provenant de la basilique Santa Maria in Aracœli sont acquises. En 1816, pour accroître les espaces disponibles, la première salle du rez-de-chaussée, à droite, est réorganisée qui le prend le nom de « salle Lapidaire », ainsi qu'une autre petite salle, dite « de l'Urne ». Depuis le XIXe siècle, le palais est utilisé à des fins muséales. Cette toute première collection publique d'antiques inspira la formation des plus importants musées du monde entier et leur servi de modèle.
Les décorations intérieures en bois et stuc doré sont toujours celles d'origine.

## Architecture

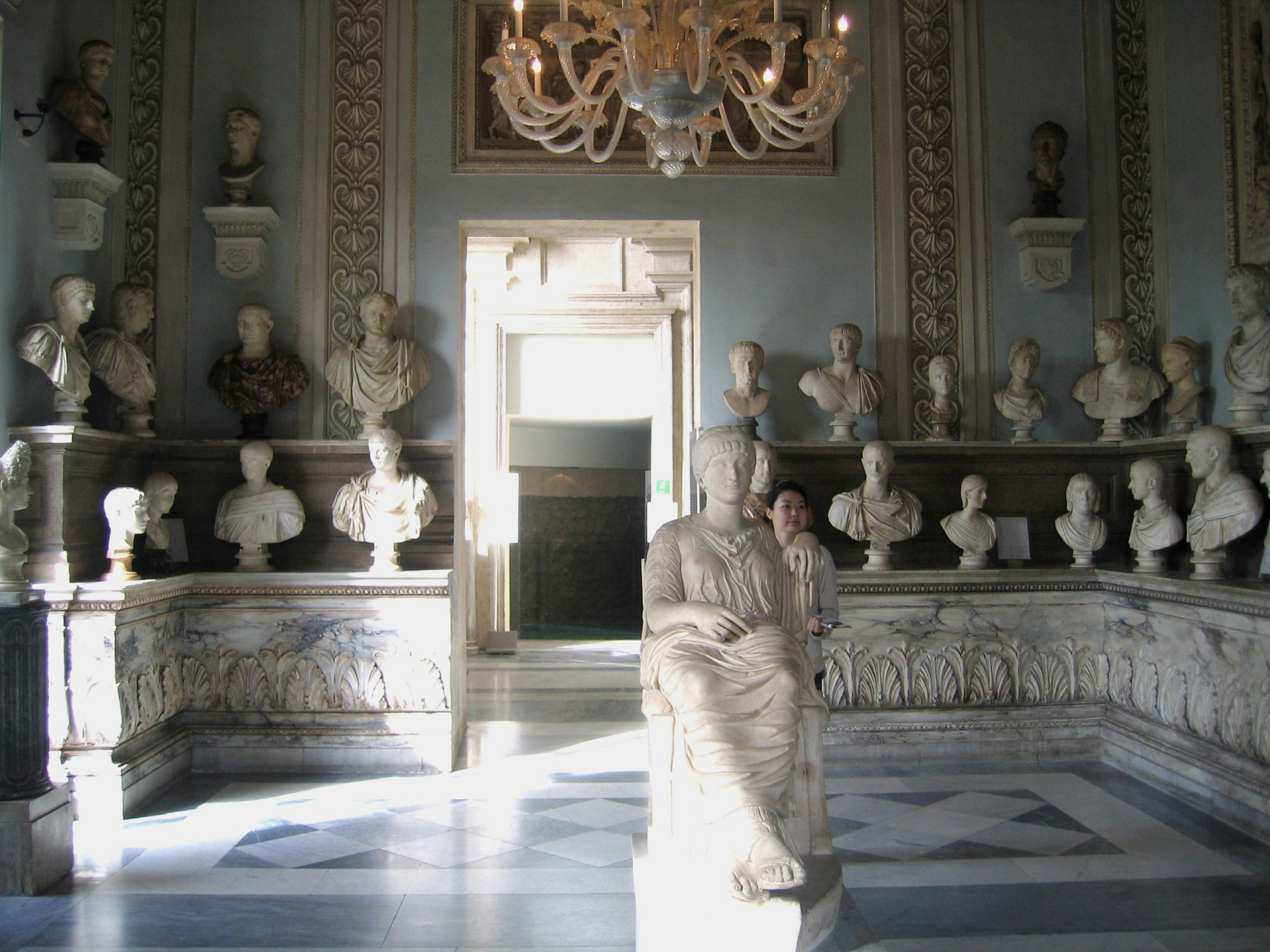
Salle des Empereurs.

Les niches et les édicules du palais étaient probablement destinés, dès l'origine, à présenter selon les critères « des anciens », les grands chefs-d'œuvre de la sculpture grecque et romaine qui étaient déjà nombreux sur la colline. Cet édifice est le premier conçu pour abriter un patrimoine d'antiques de propriété publique. Il est projeté dans cette perspective avec une alternance d'espaces internes et externes destinée à mettre au mieux en valeur les marbres placés entre les murs, à l'intérieur de niches à tympans et édicules construits pour les abriter.
Sur le plan architectural, le bâtiment se différencie des palais de l'aristocratie romaine qui, dès la fin du XVIe siècle, abritent pêle-mêle, et dans leurs seuls espaces externes, les objets antiques. Il présente une alternance continue de pans de murs enduits ou revêtus de travertin entre lesquels sont placés, au fil du temps, des inscriptions latines et grecques, ainsi que d'importants bas-reliefs.
Son coloris original, un « bleu couleur ciel », restitué par les dernières restaurations, se marie avec les pavements en terre cuite remplacés aux XIXe et XXe siècles, par de grandes dalles de marbre, et avec les plafonds en bois à caissons ciselés, en partie décorés de stucs et de fresques, remis au jour durant les derniers travaux.

## Collections
Les sculptures antiques en marbre sont exposées en fonction de critères typologiques  (salle des Empereurs, salle des Philosophes) ou esthétiques, conférant aux objets placés au centre des salles la dignité de « chef-d'œuvre » (salle du Faune, salle du Gladiateur). Le goût collectionniste est plus particulièrement marqué dans la Galerie et le Salon du premier étage, avec une présentation des sculptures plus décorative que typologique.

### Atrium
Au rez-de-chaussée, l'espace interne est conçu selon une conception architecturale reprise par les palais du XVIIe siècle aux anciennes domus romaines. Le portique abrite les statues de grandes dimensions, ainsi que plusieurs chefs-d'œuvre donnés à la ville de Rome, qui se trouvaient auparavant dans la collection du Belvédère. Les voûtes, en partie en berceau, en parie en arc de cloître, créent un jeu de lumière dans la partie centrale qui s'ouvre sur la cour intérieure. Dans la partie supérieure, de grandes conques ornementales complètent scénographiquement la décoration. Des inscriptions romaines, pour la plupart funéraires, sont insérées dans les murs.

### Cour

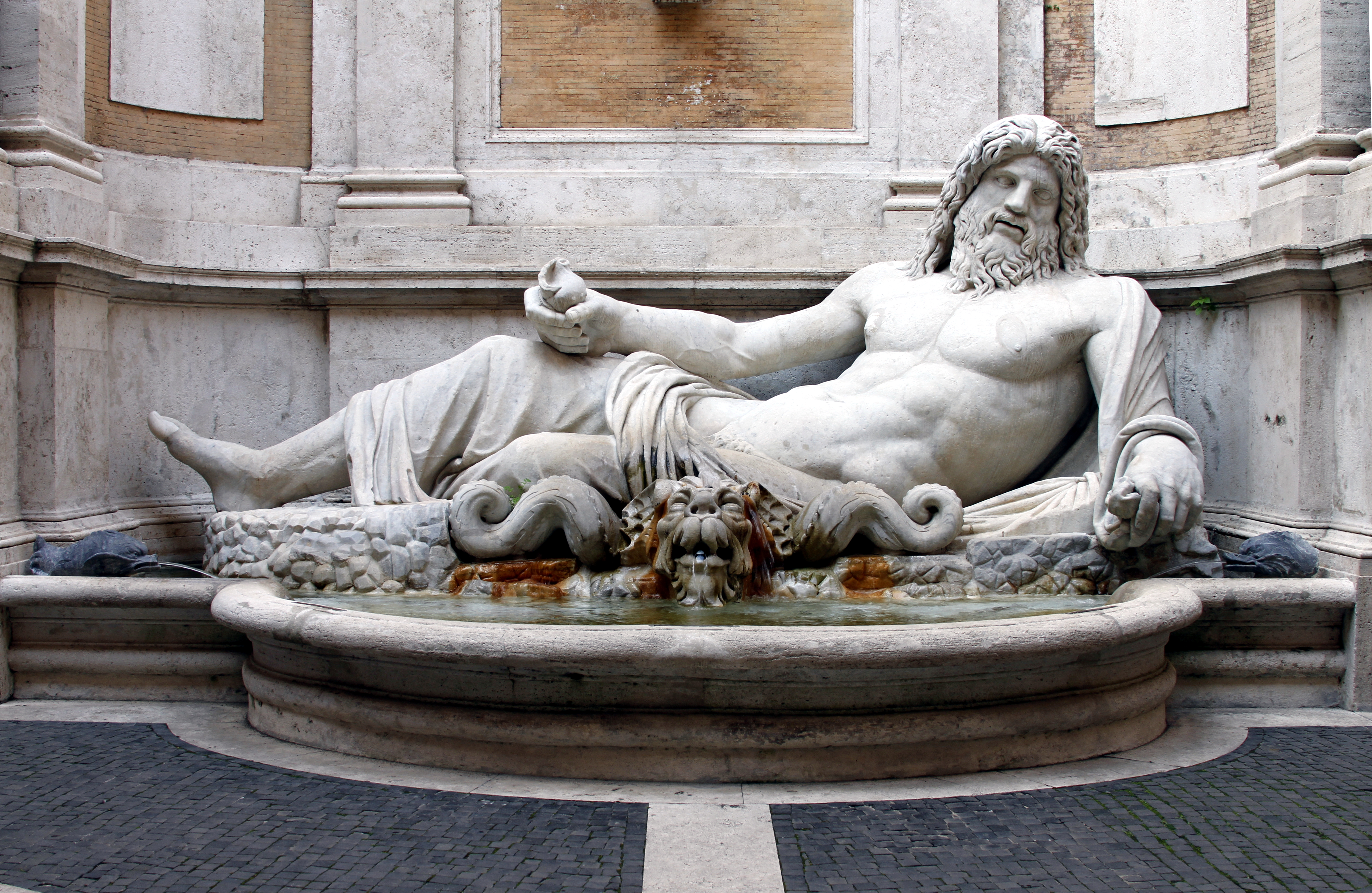
Statue de Marforio dans la cour du Palais Neuf.

Entre le XVIe et le XVIIe siècle, les collections d'antiquités romaines s'enrichissent progressivement grâce à la découverte de nouveaux chefs-d'œuvre ; les zones semi-extérieures des palais deviennent les lieux d'exposition privilégiés des grandes sculptures antiques qui s'entassent dans les atriums et les cours. Niches, colonnes, piliers et pilastres, et sur les étagères à différentes hauteurs, reliefs, bustes et têtes antiques, le goût de la scénographie se manifeste sous ses meilleures formes. La cour est le point central de l'entrée, elle est souvent visible depuis la place sur laquelle s'ouvrent les bâtiments, les lithographies de l'époque donnent une idée de cette envie de « spectacle ».

#### Marforio
Au milieu de l'atrium du Palais Neuf, en traversant le passage extérieur, la porte et le portail, dans un espace intérieur très suggestif, la cour ressemble à un petit carré intérieur avec des murs-rideaux en briques, qui s'incurve pour abriter le bassin de la fontaine et la niche dans laquelle est insérée la statue de Marforio, découverte au XVIe siècle dans le Forum de Mars (Martis Forum, nom attribué par les anciens au Forum d'Auguste). La statue de dimensions colossales est restaurée avec les attributs typiques de l'Océan par Ruggero Bescapè en 1594 et placée sur la colline du Capitole près d'un remblai de l'Aracoeli, dans une position symétrique par rapport aux statues similaires des deux fleuves (Tibre et Nil), installées devant la façade du palais des Conservateurs depuis 1513. 
De nombreux historiens identifient dans le Marforio la représentation du Tibre ou d'une autre divinité fluviale pertinente également dans les temps anciens. Le personnage est allongé sur le côté gauche avec un visage incliné qui se caractérise par des cheveux longs, une barbe très épaisse et une moustache. La pièce est stylistiquement attribuée à l'âge des Flaviens (Ier siècle) et a une notoriété particulière à partir de la Renaissance car elle est utilisée pour afficher des écrits « pasquinades », diffamatoires envers le gouvernement, que les Romains signaient du nom de Pasquino.
Sur la nouvelle fontaine au fond de la cour, Clément XII appose en 1734 une plaque commémorative pour l'inauguration des musées du Capitole, la surmontant de ses propres armoiries. Quatre statues ont été installées sur la balustrade surplombant la fontaine, aujourd'hui remplacée par quatre bustes. Plus tard, un précieux portrait du pape Corsini est placé au centre de la fontaine ; ses dimensions apparaissent hors d'échelle par rapport à celles colossales du Marforio.
De part et d'autre de la grande fontaine, sont installés quatre colonnes en cipollino (jusqu'au milieu du siècle dernier surmontées d'autant de bustes en marbre, aujourd'hui au musée pour des raisons de conservation) et deux protomés léonines (Gocciolatoio 1 et Gocciolatio 2).

#### Satyre della Valle

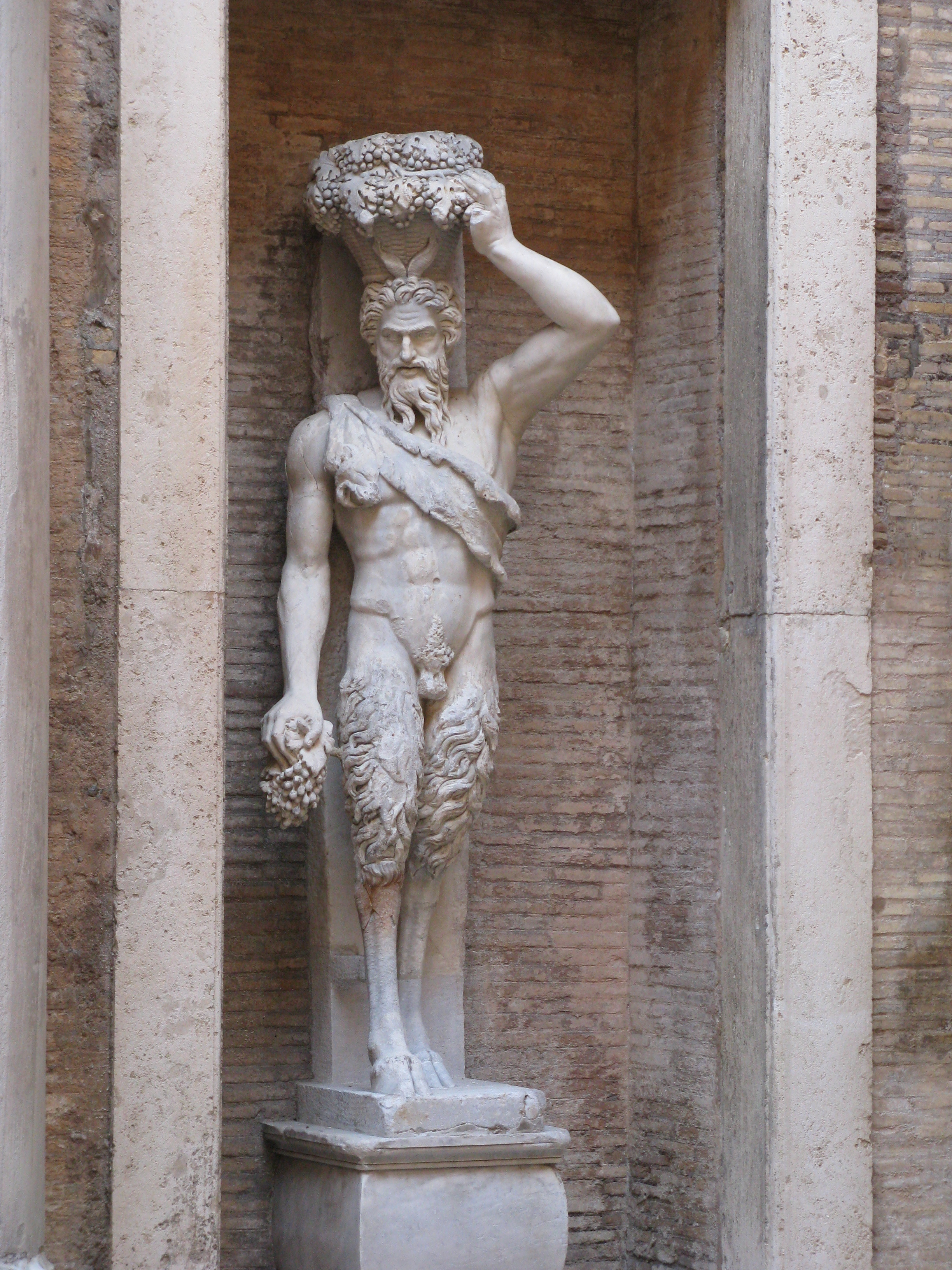
Satyre della Valle.

La statue du Marforio est entourée de statues antiques ; deux niches rectangulaires encadrées de travertin ont accueilli, après diverses retouches, les deux statues de satyres portant une corbeille de fruits sur la tête. Les deux sculptures ont été trouvées à Rome près du Théâtre de Pompée et conservées pendant une longue période non loin du lieu de la découverte, dans la cour du Palazzo della Valle (sans surprise elles sont appelées Satyre della Valle). Il s'agit de deux statues en miroir représentant le dieu Pan, le dieu grec de la vie rurale et de la nature, lié au culte de Dionysos, probablement utilisées comme atlante dans la structure architecturale du théâtre, peut-être à l'intérieur d'un petit portique ou d'une loggia. Le traitement du marbre et le rendu du modelé permettent de les dater de la fin de l'époque hellénistique. Le caractère de cette divinité, mi-homme, mi-bouc, avec une tête barbue et des cornes animales, est également souligné par la peau de panthère qui couvre son dos. Les figures sont deux hauts-reliefs d'où se détachent les bras, l'un élevant sur la tête un panier, l'autre abaissant une grappe de raisin. 

#### Groupe de Polyphème
Un groupe caractérisé par Polyphème tient un jeune prisonnier à ses pieds. L'œuvre provient des collections du Vatican et a été acquise par les Conservateurs en 1636, comme indiqué à sa base, date à laquelle le bras tenant la syrinx et la tête du jeune homme ont été ajoutés, croyant que les deux personnages représentaient « Pan avec un jeune homme ». Le groupe illustre un des moments marquants de l'Odyssée, quand Ulysse et ses compagnons se trouvent dans l'antre de Polyphème. Il est datable de la fin de l'époque impériale et pourrait dériver de l'archétype hellénistique d'Ulysse tendant la coupe à Polyphème.

#### Statue colossale de Mars

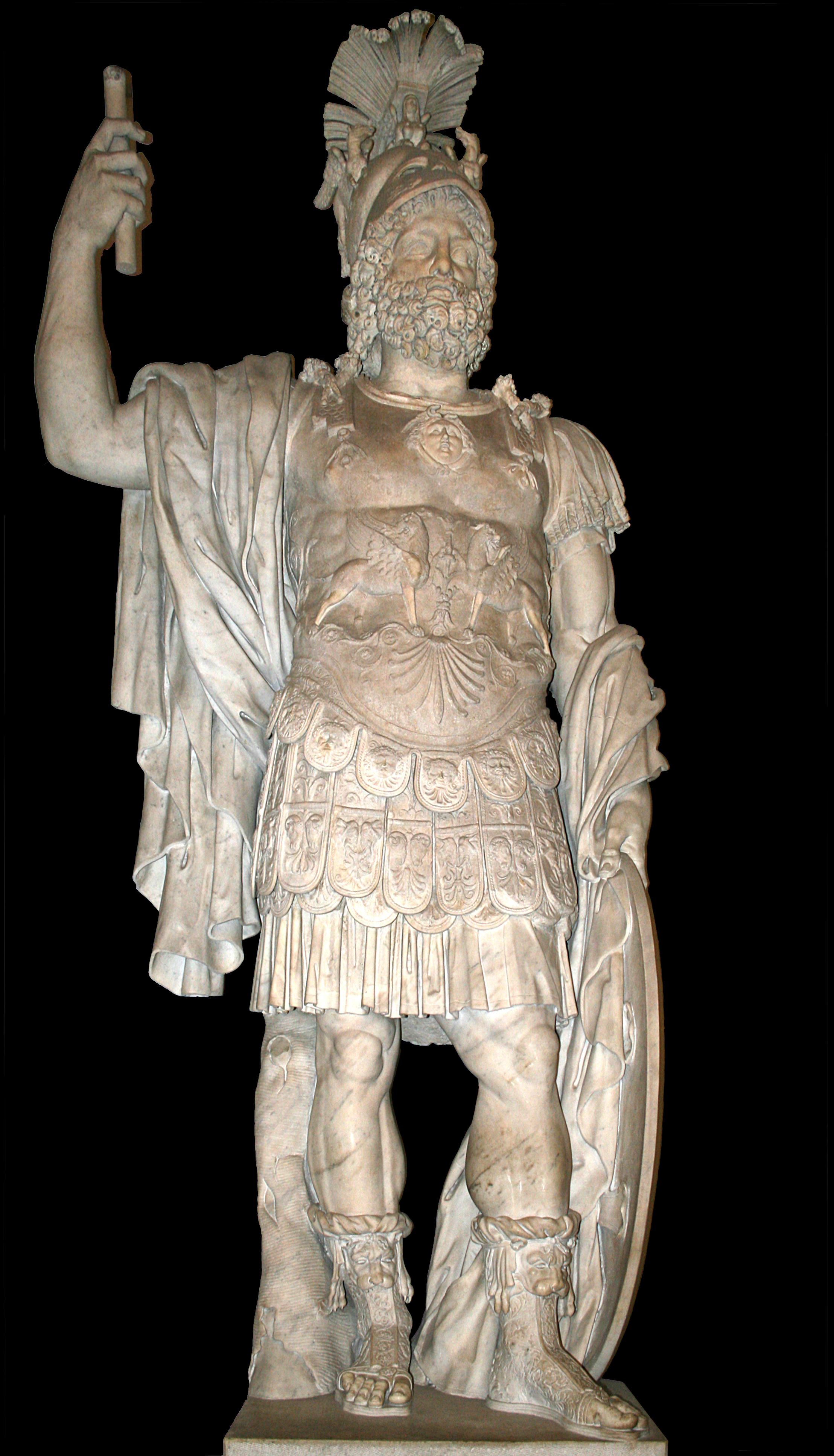
Statue colossale de Mars.

Est également conservée dans la cour une statue colossale de Mars debout, trouvée au XVIe siècle au Forum de Nerva, en deux parties, tête et torse séparés. Identifié jusqu'au XVIIe siècle à Pyrrhus Ier, roi d'Épire, il fut plus tard reconnu comme le dieu de la guerre, revêtu de la cuirasse militaire, la lorica, évoquant la guerre, et donc la paix sont le dieu était le garant, sur laquelle sont sculptés deux griffons ailés autour d'un candélabre reposant sur une palmette et une méduse. La tête du dieu porte une barbe fournie et des chevaux bouclés coiffés par un casque corinthien, qui permet de dater cette statue de l'époque flavienne, du Ier siècle. Elle a sans doute été placée à l'extérieur de temple de Mars vengeur pour restaurer un simulacre endommagé par un grave incendie.

#### Autres
Le côté droit sert de lieu d'exposition à un sarcophage strigidé décoré de scènes de chasse, à deux bustes (Tête de femme idéale et Tête virile sur buste portant une toge) et deux Hermès (Hermès barbata 1 et Hermès barbata 2) également insérés dans deux petites niches encadrées en travertin et obtenues au-dessus de deux portes d'accès aux chambres (plus utilisées aujourd'hui), au-dessus d'une inscription du pape Alexandre VII.
Sont aussi conservées dans la cour, trois colonnes de granite gris, trouvées dans le Temple d'Isis de Rome (colonne égyptienne de type 1, colonne égyptienne de type 2, colonne égyptienne de type 3). La frise est sculptée en relief autour du fût, comme dans les columnae coelatae (colonnes partiellement incorporées à la maçonnerie), et représente, sur chaque colonne, quatre couples de prêtres debout sur de hauts tabourets. Certains sont pris dans le moment de l'offrande à la divinité, d'autres dans celui de l'extension des objets sacrés. Les prêtres ont le crâne rasé, ceinturé de laurier, ils portent des vêtements arrêtés à hauteur des aisselles qui les distinguent des porteurs de vases canopes aux longues robes à col montant et aux mains voilées, selon le rituel.

### Salle des monuments égyptiens

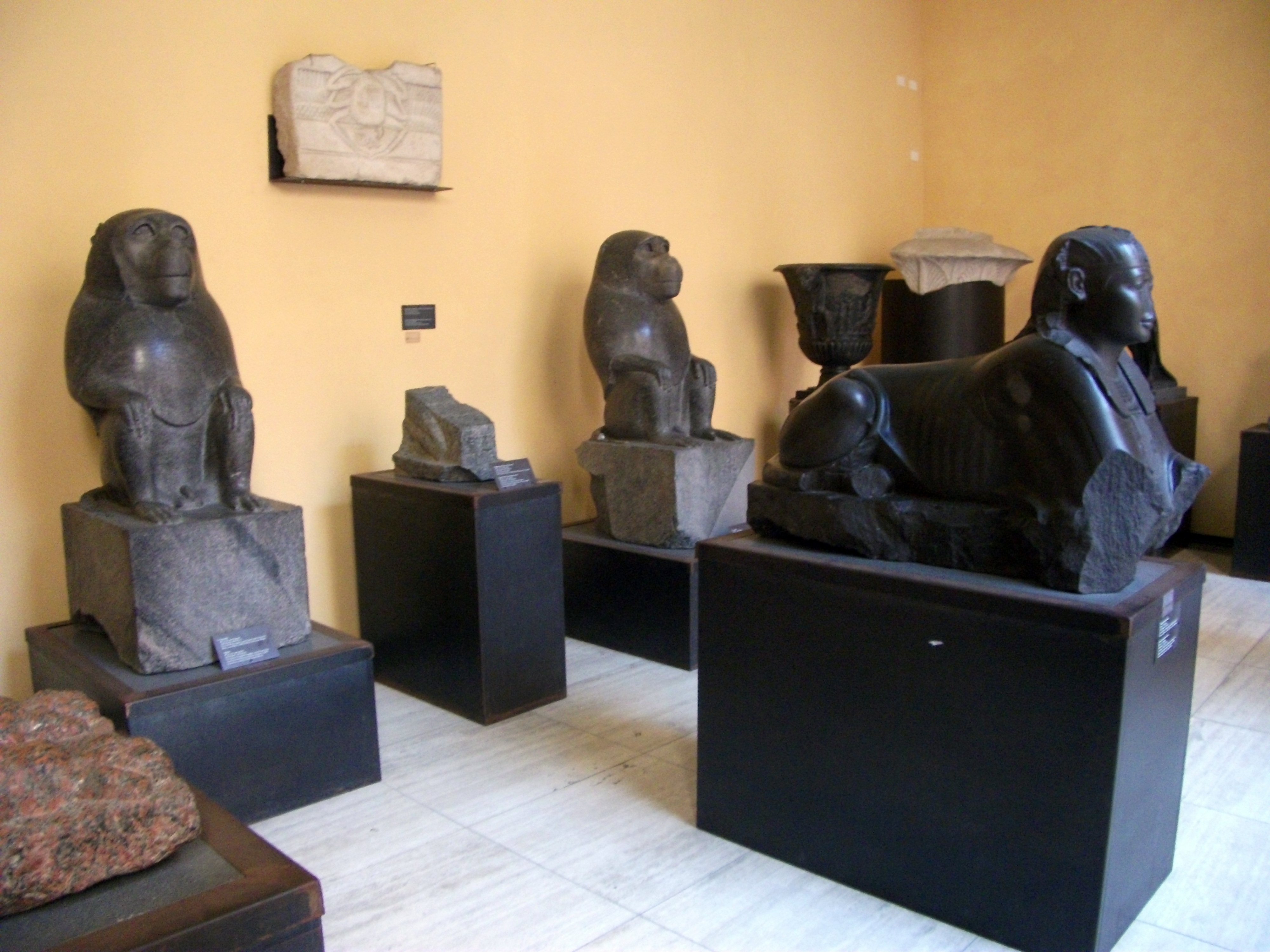
Salle des monuments égyptiens.

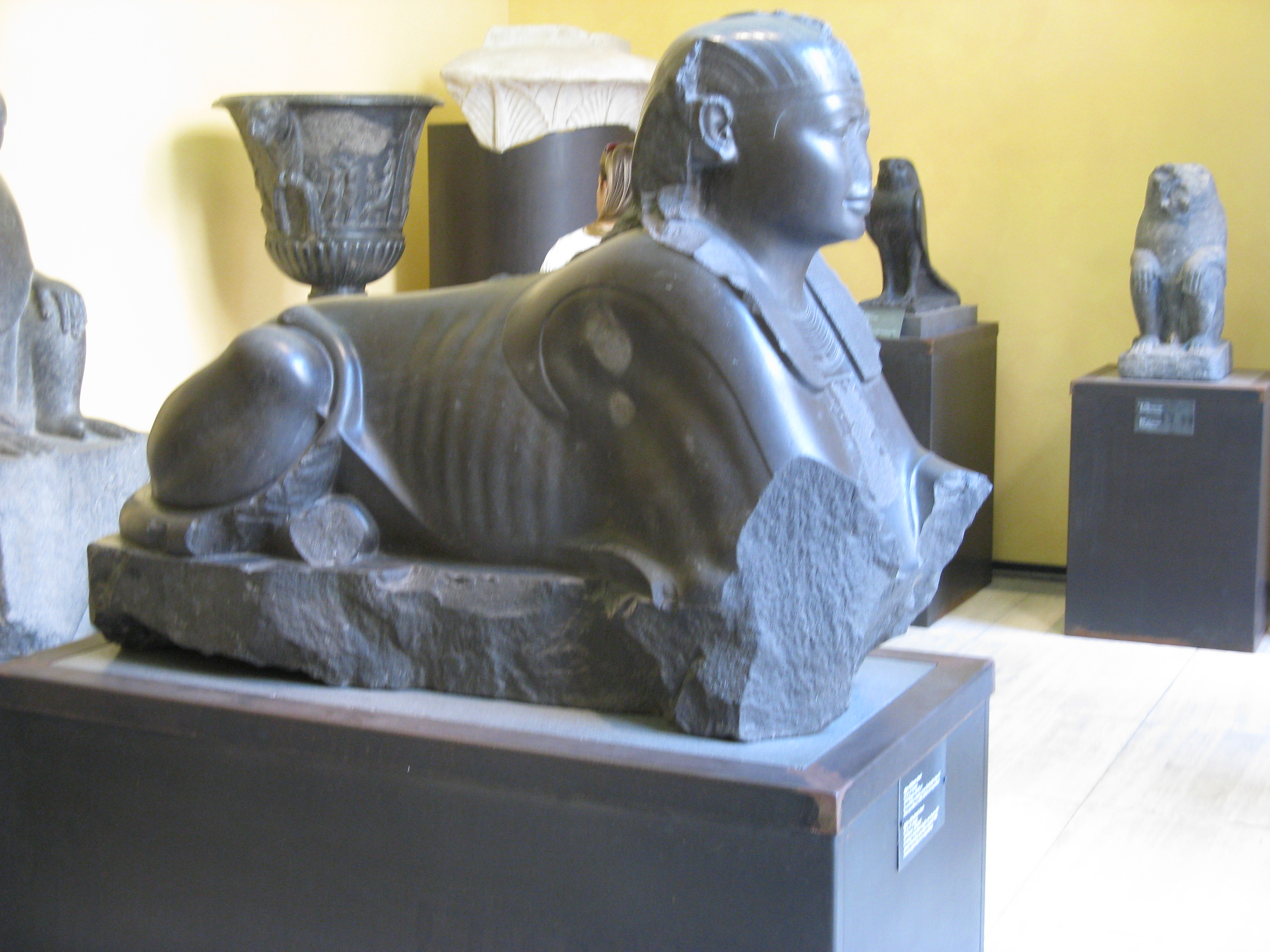
Sphinx.

L'obélisque de Ramsès II avait été placé sur la colline du Capitole au Moyen Âge, en signe de défi vis-à-vis du pape qui avait fait placer un autre obélisque devant la rotonde Saint-André. Dès le début du XVIe siècle, des archives et des images permettent de constater que des monuments égyptiens décorent des entrées des deux édifices du Capitole au caractère symbolique et politique. En 1549, deux statues du Nil et du Tigre, transformé en Tibre, sont installées au pied de l'escalier menant au palais sénatorial. Les lions égyptiens sont placés en 1582 au pied de la cordonata capitolina.
Pendant le pontificat de Clément XI, la première collection d'antiquités égyptiennes commence par l'acquisition d'une série de statues trouvées dans le domaine de la Villa Verospi Vitelleschi (jardins de Salluste), qui ornaient dans l'Antiquité le pavillon égyptien construit par Hadrien à l'intérieur des Horti. Les quatre statues sont placées dans le Palais Neuf. En 1748, une salle du Canope est créée, voulue par Benoit XIV pour rassembler les sculptures de la villa d'Hadrien et du temple d'Isis de Rome. 
En 1838, la plupart des œuvres sont transférées au Vatican. En 1907, Orazio Marucchi reconstitue partiellement la collection, donnant vie pour la première fois à une collection égyptienne composée de trouvailles non transférées d'Égypte, mais toutes provenant des fouilles romaines du temple d'Isis en 1883, de la Villa d'Hadrien et des vestiges égyptiens découverts au cours des travaux de terrassements nécessaires pour le ré-aménagement urbanistique de la capitale après 1870. L'archéologue démontre ainsi l'importance que la culture égyptienne avait dans la société romaine.
La salle des monuments égyptiens est aujourd'hui accessible par la cour ; derrière un grand mur de verre se trouvent les grandes œuvres en granit. Ces reliefs montrent très clairement la grande continuité entre les cultes égyptiens et romains. Parmi les œuvres les plus représentatives figurent un grand récipient en forme de cloche provenant du Canope de la Villa d'Hadrien qui porte sur le corps une décoration faite d'anses avec deux protomés félins. La décoration représente une offrande à la divinité et une ostension de symboles sacrés. Une série d'animaux symbolisant les dieux égyptiens les plus importants : le « Crocodile » en granit rose d'Assouan, provenant du temple d'Isis sur le Champ de Mars (Rome), incarnait la divinité Sobek, l'une des plus importantes du néolithique du Fayoum ; les deux statues en granit gris des « Cynocéphales », également retrouvées dans le temple d'Isis, représentent l'incarnation du dieu lunaire Thot, assis sur ses pattes postérieures avec les pattes antérieures posées sur les genoux. Le sphinx en basanite qui repose sur une plinthe rectangulaire, représenté au repos avec les pattes de devant étendues et la tête alignée par rapport au corps, est considéré comme appartenant à une classe figurative d'époque ptolémaïque, ce qui correspond à la première époque impériale romaine.

### «Sale terrene» à droite
Le nom de « sale terrene » (ou « petites salles du rez-de-chaussée ») identifie les trois chambres du rez-de-chaussée à droite de l'atrium. À la fin de la construction du palais, toutes les salles de ce niveau ouvraient sur le portique ;  entre le XVIIIe et le XIXe siècle, ces salles étaient destinées à un usage privé avant d'être utilisées comme salles de musée.
Elles abritent des monuments épigraphiques d'un intérêt notable ; parmi eux, figurent les fragments de calendriers romains « post-césariens » qui reportent la nouvelle année, que Jules César a fixée à 365 jours, et les listes de magistrats appelés Fasti Minori (« Fastes mineurs ») pour les distinguer avec les célèbres Fastes capitolins (Fastes consulaires et Fastes modernes) conservés au palais des Conservateurs.
Dans la première salle se trouvent de nombreux portraits de particuliers romains, parmi lesquels peut-être celui de Germanicus, fils de Nero Claudius Drusus, ou Nero Claudius Drusus lui-même (milieu du Ier siècle).
Parmi les œuvres les plus importantes, l'autel-cinéraire de Titus Statilius Aper et Orcivia Anthis, découvert sur le Janicule, avait été transporté au Belvédère sur l'ordre de Paul II. Benoit XIV le fait transférer au Musée capitolin en 1743. Cet important monument sépulcral, sculpté sur trois côtés, dispose au revers d'une cavité non travaillée qui devait abriter les vases contenant les cendres. Les inscriptions de la plinthe apprennent que l'autel a été consacré par deux parents à leur fils, une sorte de maître maçon, et à leur bru. Les côtés du cinéraire reproduisent les instruments de travail de Statilius. Au centre du couronnement, dans une coquille, figure le portrait de sa femme. L'examen stylistique et épigraphique permet de dater le monument du Ier siècle, période pendant laquelle la plupart des défunts étaient incinérés.
L'imposant sarcophage attique avec des reliefs représentant des épisodes de la vie d'Achille a été découvert par un propriétaire privé en 1582, ou peu avant, à l'extérieur de la porta San Giovanni, entre la voie Latine et la via Labicana, dans un mausolée connu sous le nom de « Monte del Grano » Le sarcophage, de type à klinê, est décoré sur toutes ses faces. Le revers est sculpté en plus bas-relief, qui n'a pas été terminé, peut-être car destiné à être placé contre l'une des parois de la tombe. Le couple de défunts, que les traits du visage permettent de dater du IIe siècle, est allongé sur le couvercle. Le décor est centré sur le personnage d'Achille : sur la face, il est représenté se libérant de ses vêtements à Skyros, démasqué par Ulysse quand il est caché au milieu des filles du roi Lycomède pour échapper à la guerre de Troie ; Agamemnon est assis à droite de la scène et Lycomède à gauche ; au revers, Achille se prépare au duel contre Hector ; sur le côté droit, Priam demande la restitution du corps de son fils.

### Galerie

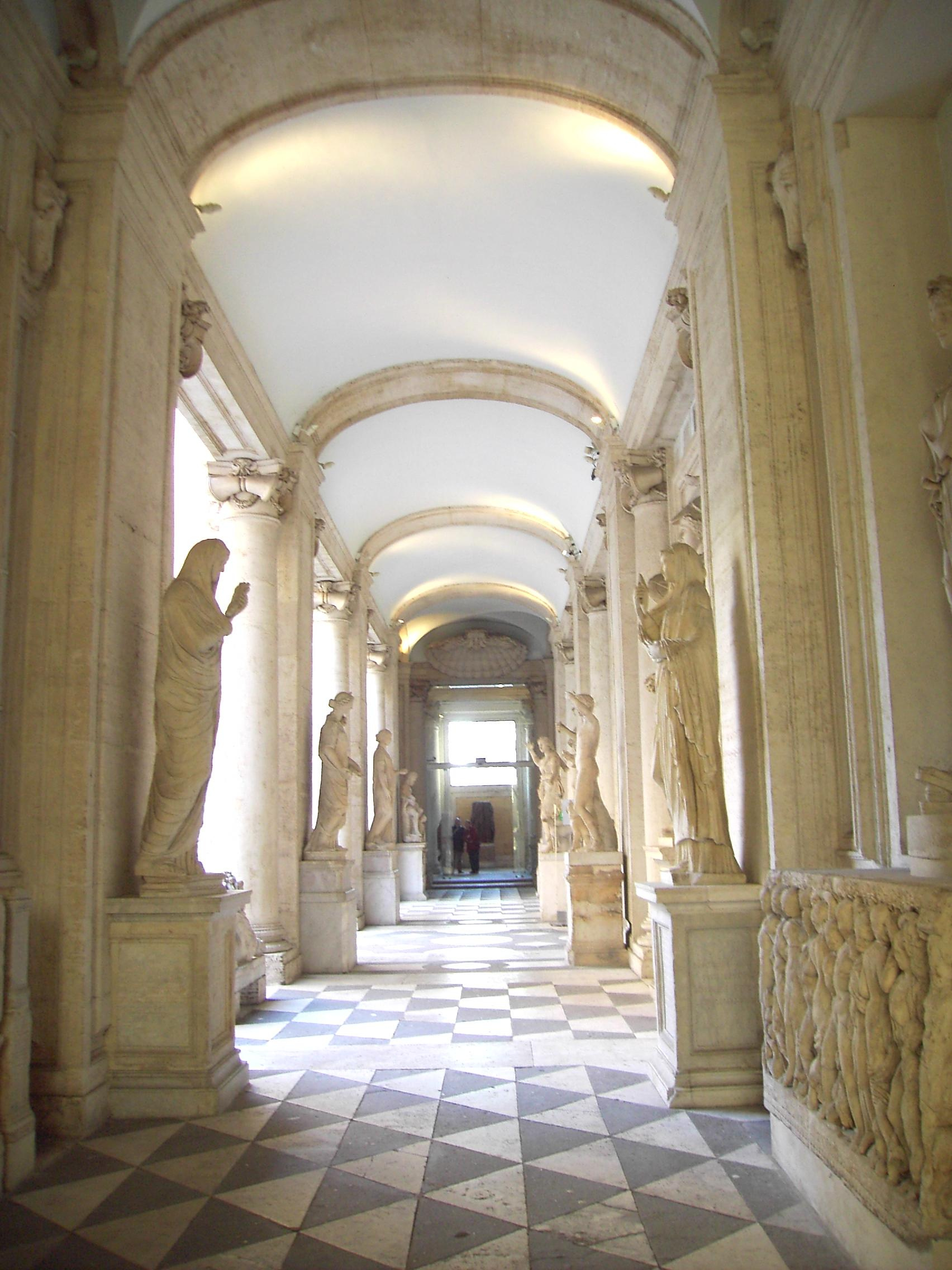
La Galerie.

Des reliefs de sarcophages de la fin de l'époque impériale sont insérés dans le mur du fond du double escalier qui mène au premier étage, tandis que des édicules abritent des sculptures.
La Galerie longe le premier étage du Musée sur toute sa longueur, reliant les différentes salles d'exposition. Elle présente une collection large et variée de statues, portraits, reliefs et épigraphes disposés par les conservateurs du XVIIIe siècle, avec une vision tournée davantage vers la symétrie architecturale et l'effet ornemental global que vers l'historique, l'artistique et l'archéologie, d'où son intérêt muséographique.
Sur les murs, à l'intérieur de panneaux, sont présentés de petites épigraphes, dont un grand groupe du columbarium des affranchis de Livie.
Parmi les principales œuvres exposées : 
La statue colossale d'Hercule a été découverte lors de la réfection de l'Église Sant'Agnese in Agone et a fait l'objet d'une restauration complète par Alessandro Algardi au XVIIe siècle qui a modifié l'iconographie antique d'Héraclès domptant la biche de Cérynie en Héraclès combattant avec l'Hydre de Lerne. Généralement datée du IIe siècle, cette œuvre est la réélaboration romaine d'une création grecque attribuée à Lysippe qui, d'après certaines sources, sculpta les travaux d'Héraclès.
La statue d'un Guerrier blessé, dont seul le torse est ancien, est une réélaboration du Discobole sculpté par Myron en 460 av. J.-C. L'interprétation comme guerrier blessé, sur le point de s'effondrer, est le fruit de l'intégration réalisée par Pierre-Étienne Monnot lors des travaux de restauration effectués entre 1658 et 1733.
La statuette d'Héraclès enfant étranglant les serpents est un véritable portrait d'enfant, figuré comme le petit héros. Le portrait de Caracalla jeune y a été reconnu, et plus récemment Annius Verus, fils de Marc Aurèle.
La statue de Léda avec le cygne pourrait être une réélaboration du groupe attribué au sculpteur grec Timothéos du IVe siècle av. J.-C., attesté par de nombreuses répliques à partir du Ier siècle av. J.-C..
Éros cordant son arc, l'une des meilleures copies de la célèbre création de Lysippe, Éros à l'arc, est datée du début de l'Empire.

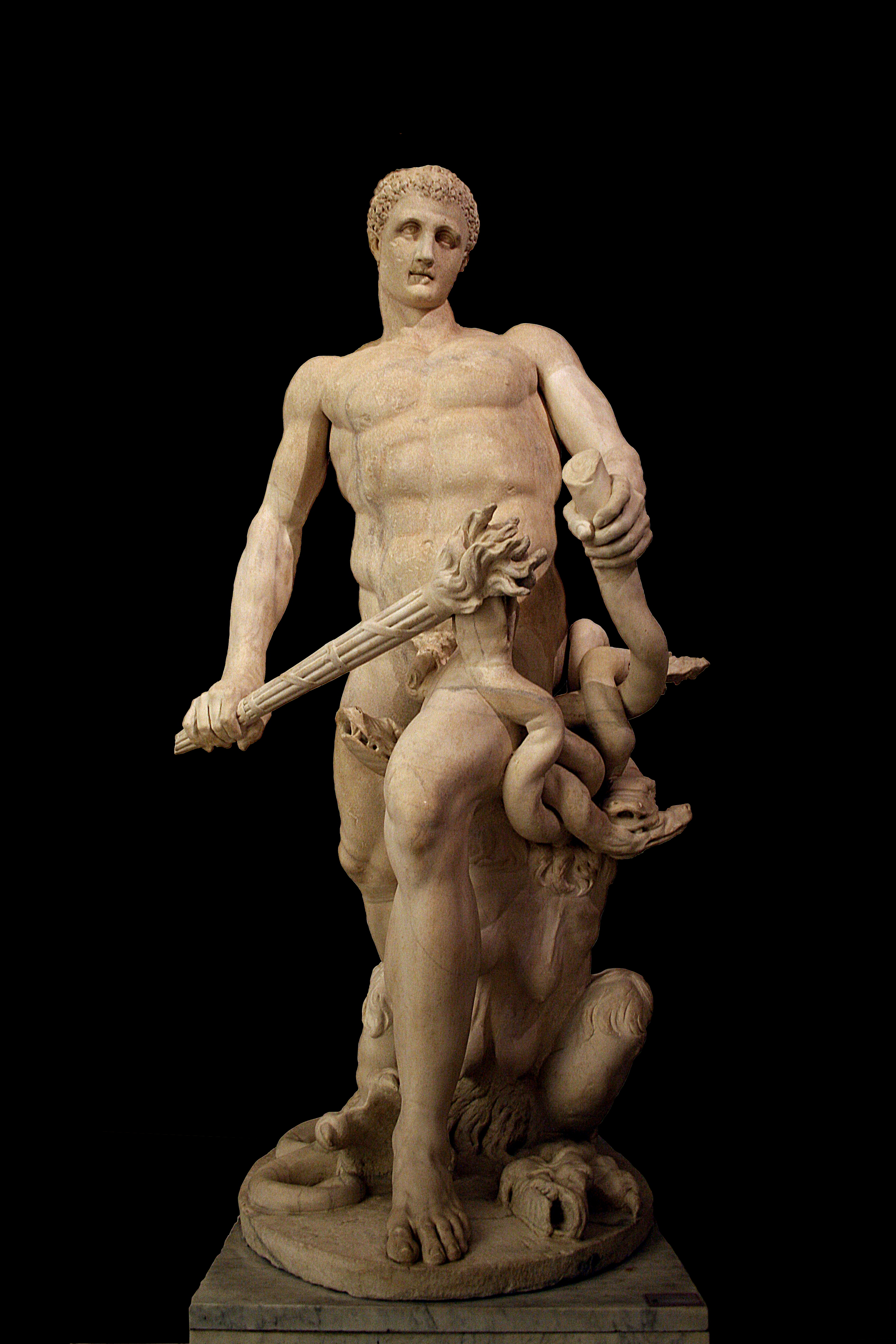
Statue d'Hercule restaurée en Hercule terrassant l'Hydre.
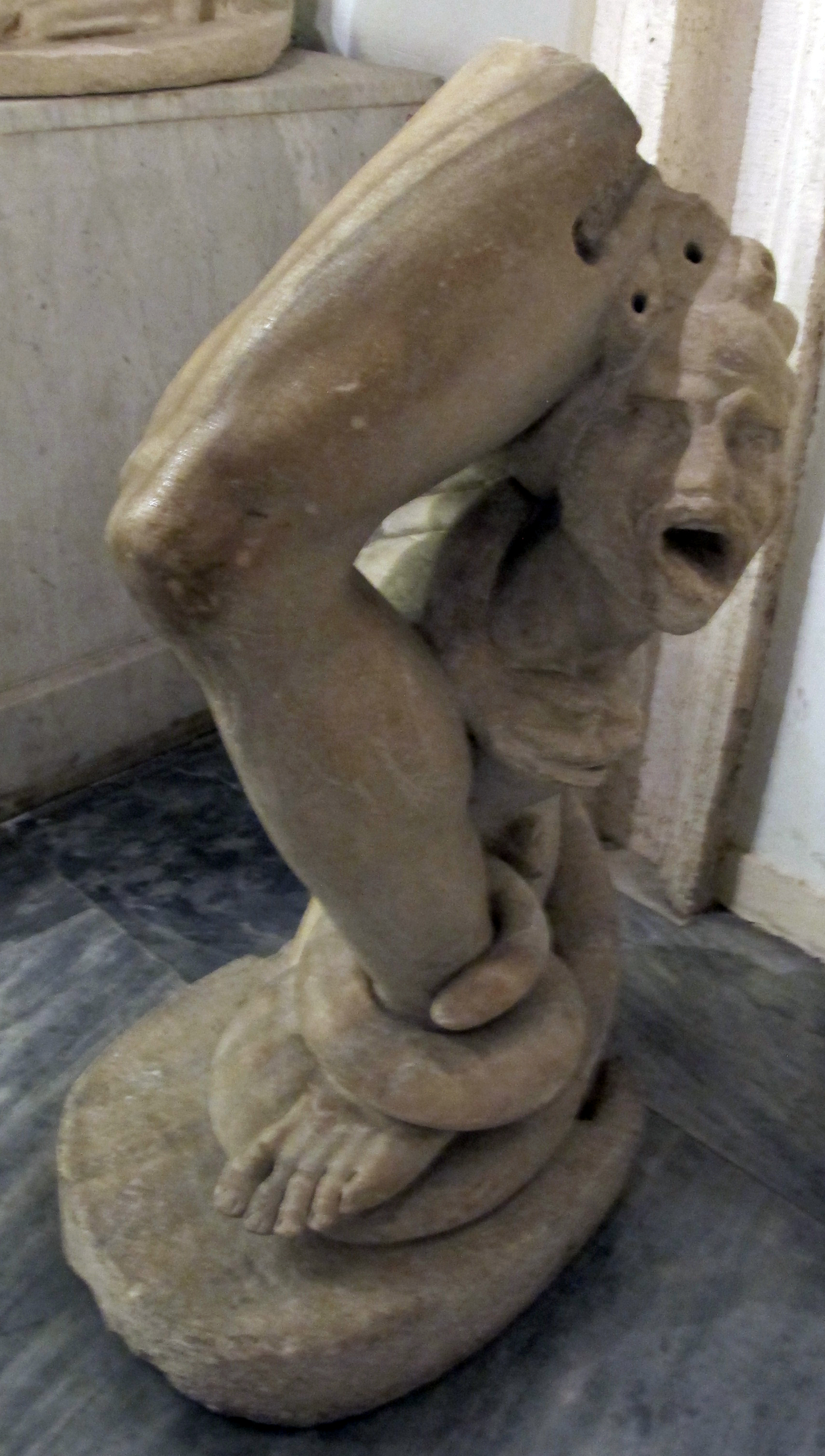
Fragment de jambe d'Hercule (restauration peut-être abandonnée au XVIIe siècle).
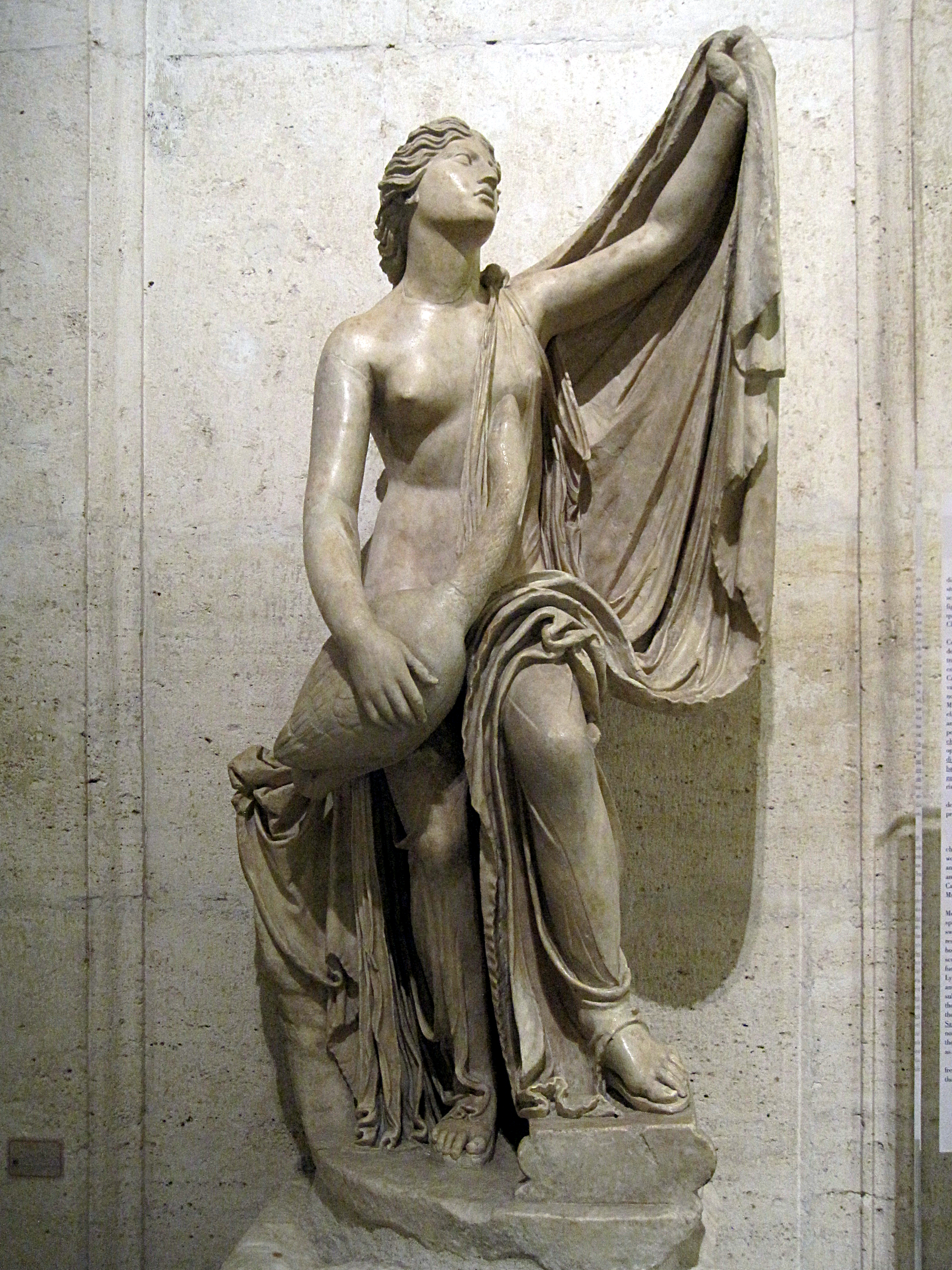
Statue de Léda avec le cygne.
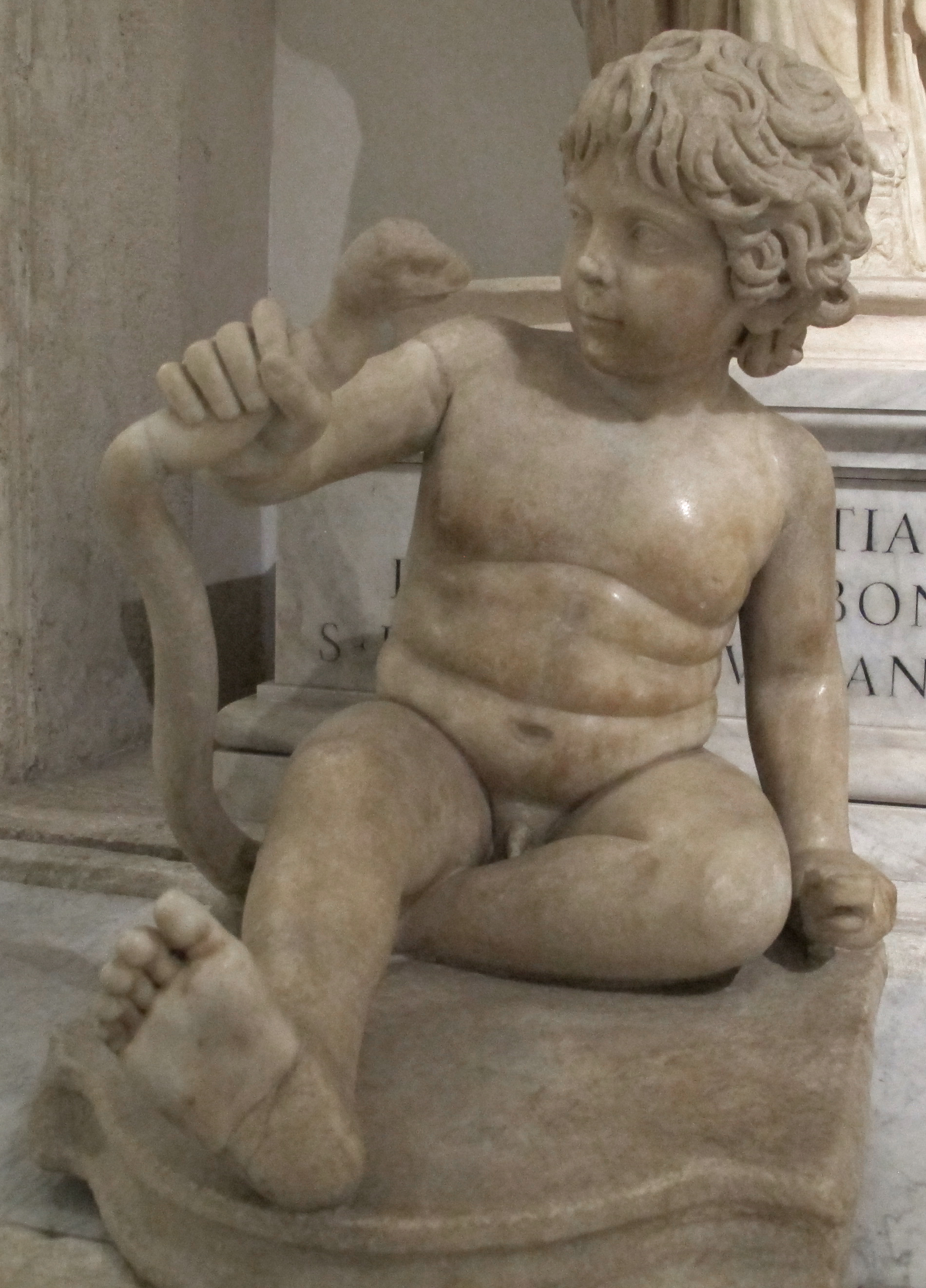
Hercule enfant étranglant un serpent.
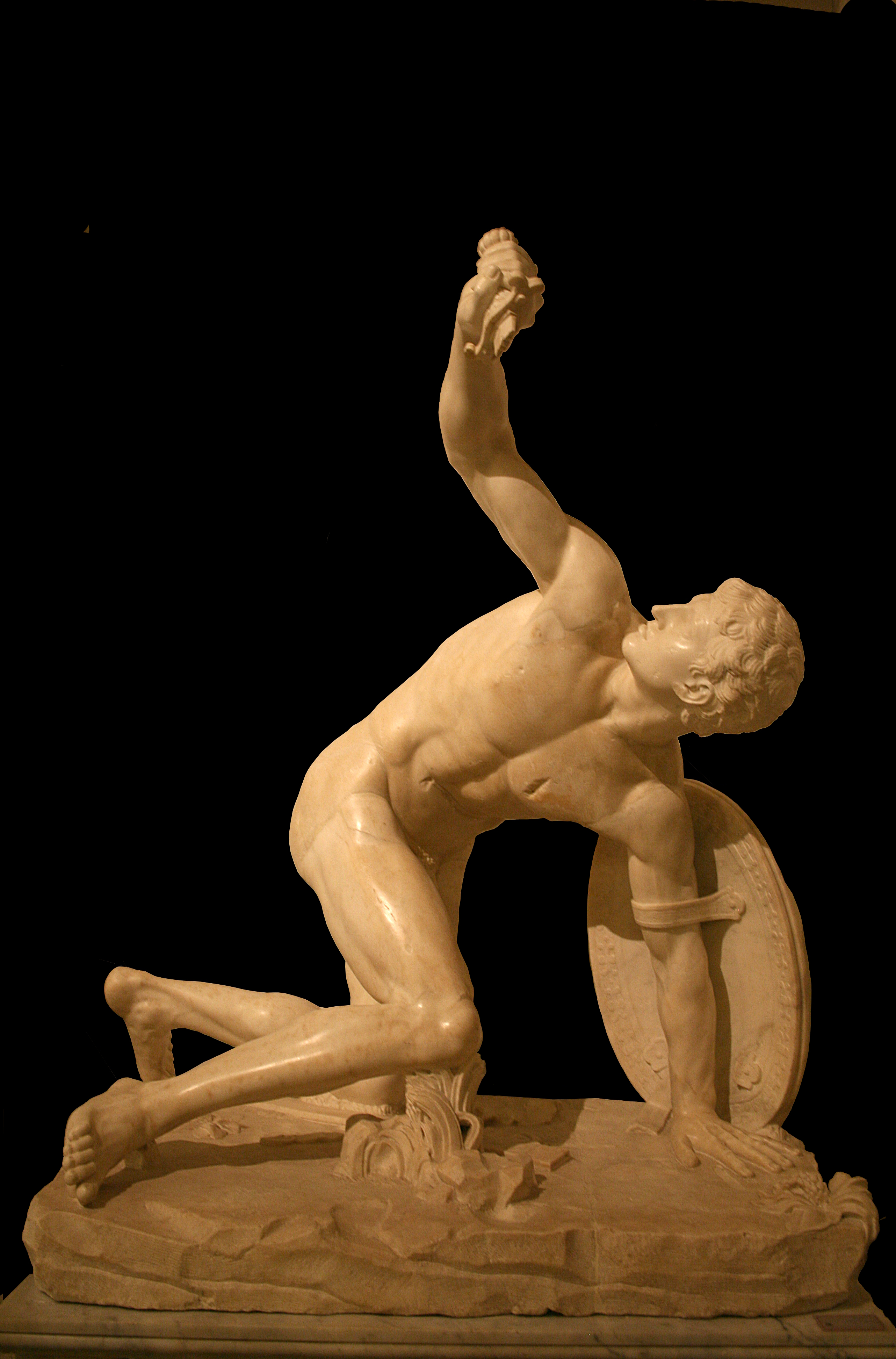
Statue d'un guerrier blessé ou Lanceur de disque du Capitole.
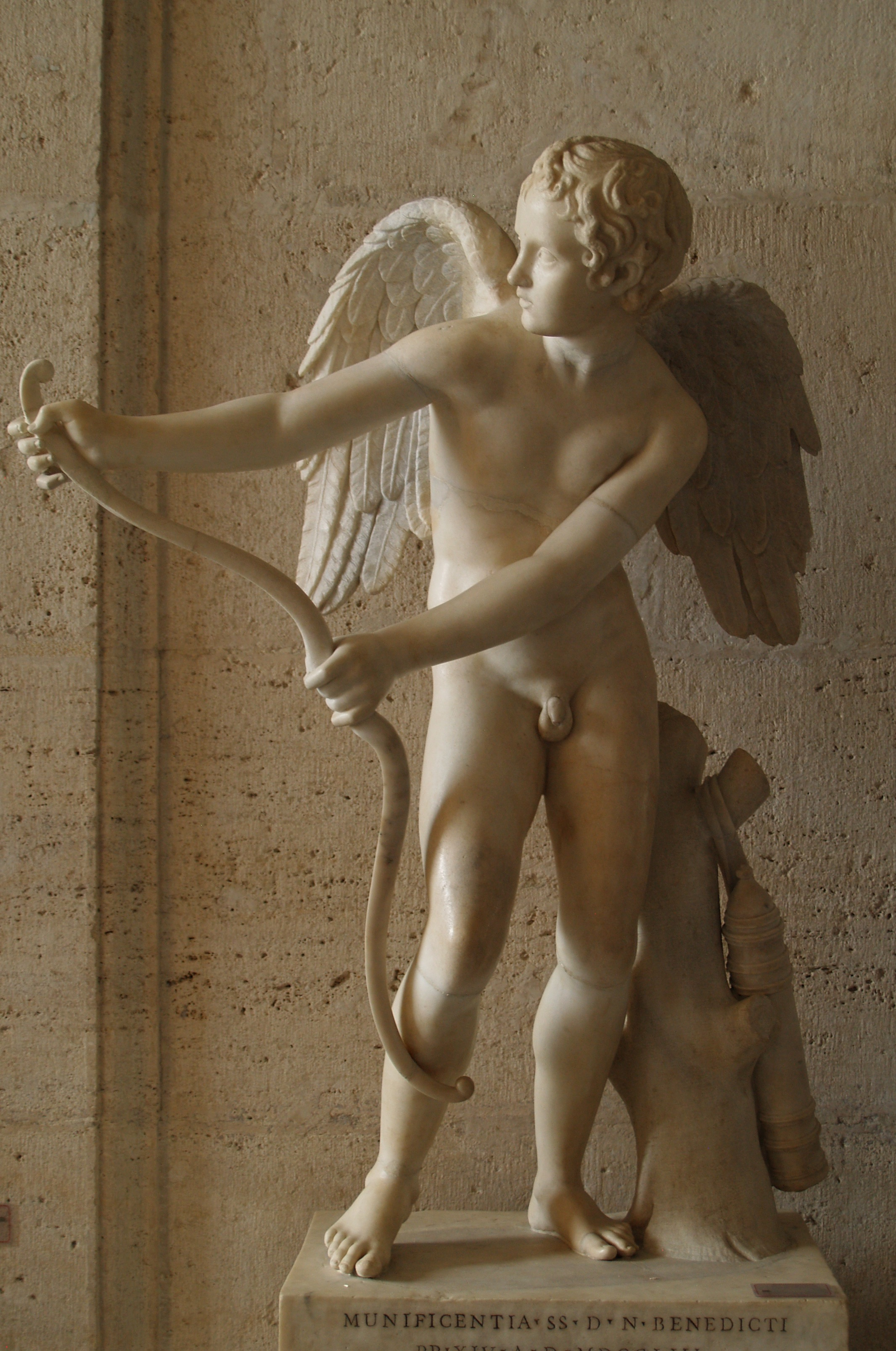
Eros à l'arc.

### Salle des Colombes

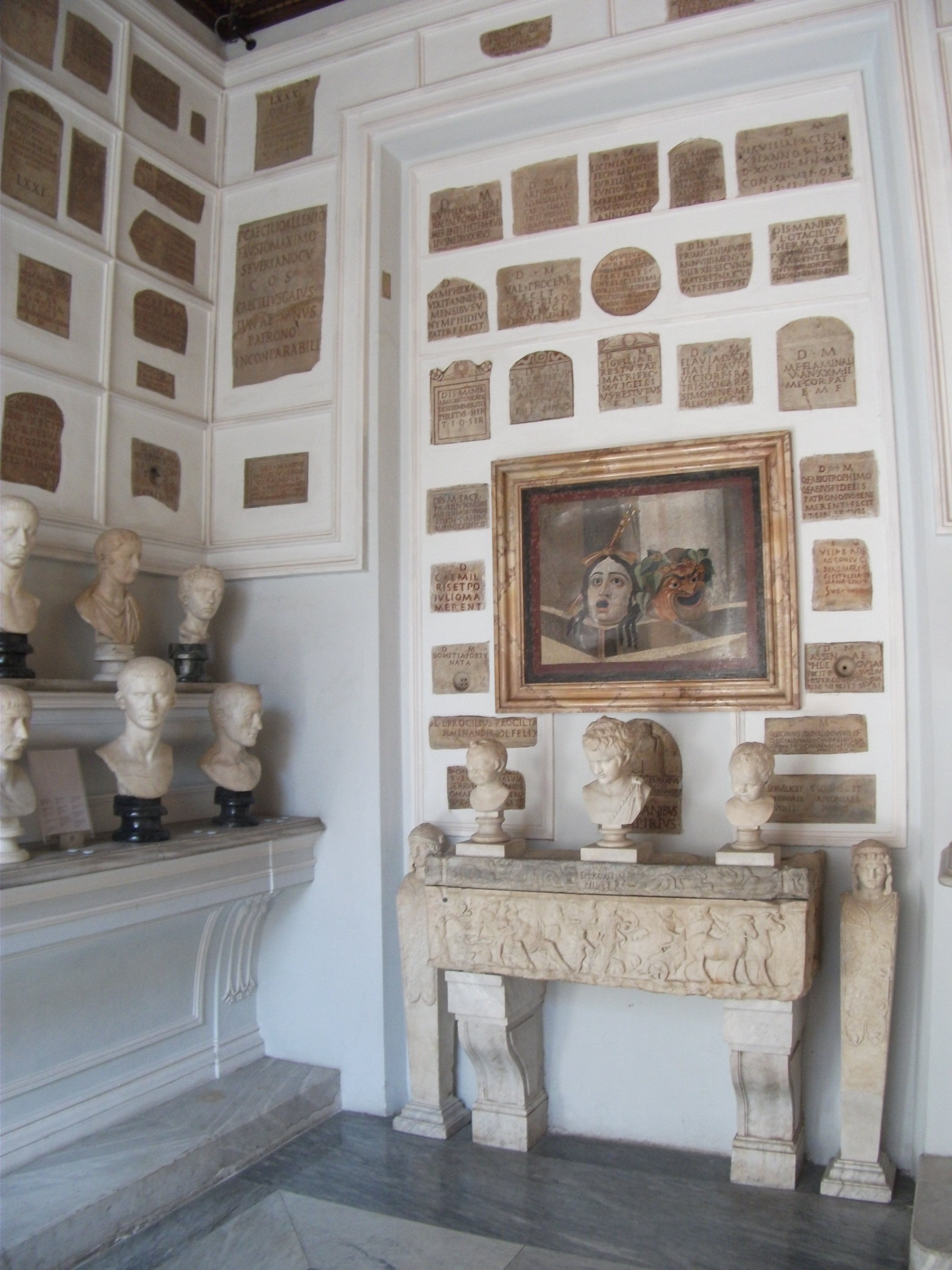
Salle des Colombes.

La salle, qui conserve en grande partie son agencement du XVIIIe siècle, tire son nom de la célèbre mosaïque au sol, dite « des colombes », découverte en 1737 à Tivoli dans la villa d'Hadrien. 
Elle s'appelait à l'origine la  « Stanza delle Miscellanee » (« Salle des Divers ») en raison de la diversité matérielle des pièces qu'elle contenait, principalement des œuvres appartenant à la collection du cardinal Alessandro Albani. La disposition des portraits masculins et féminins, le long des étagères qui courent sur tout le périmètre du mur de la pièce, remonte à un projet d'exposition du XVIIIe siècle et est toujours visible avec quelques changements imperceptibles.
En 1817, la salle prit le nom de « del Vaso » car y était installé le grand récipient en marbre à décor végétal aujourd'hui au fond de la Galerie.
La disposition des inscriptions sépulcrales romaines disposées au milieu du XVIIIe siècle dans la partie supérieure des murs n'a jamais été modifiée. Des acquisitions ont été signalées au cours du XVIIIe siècle, parmi lesquelles des trouvailles visibles dans les vitrines.

#### Tabulaet inscriptions

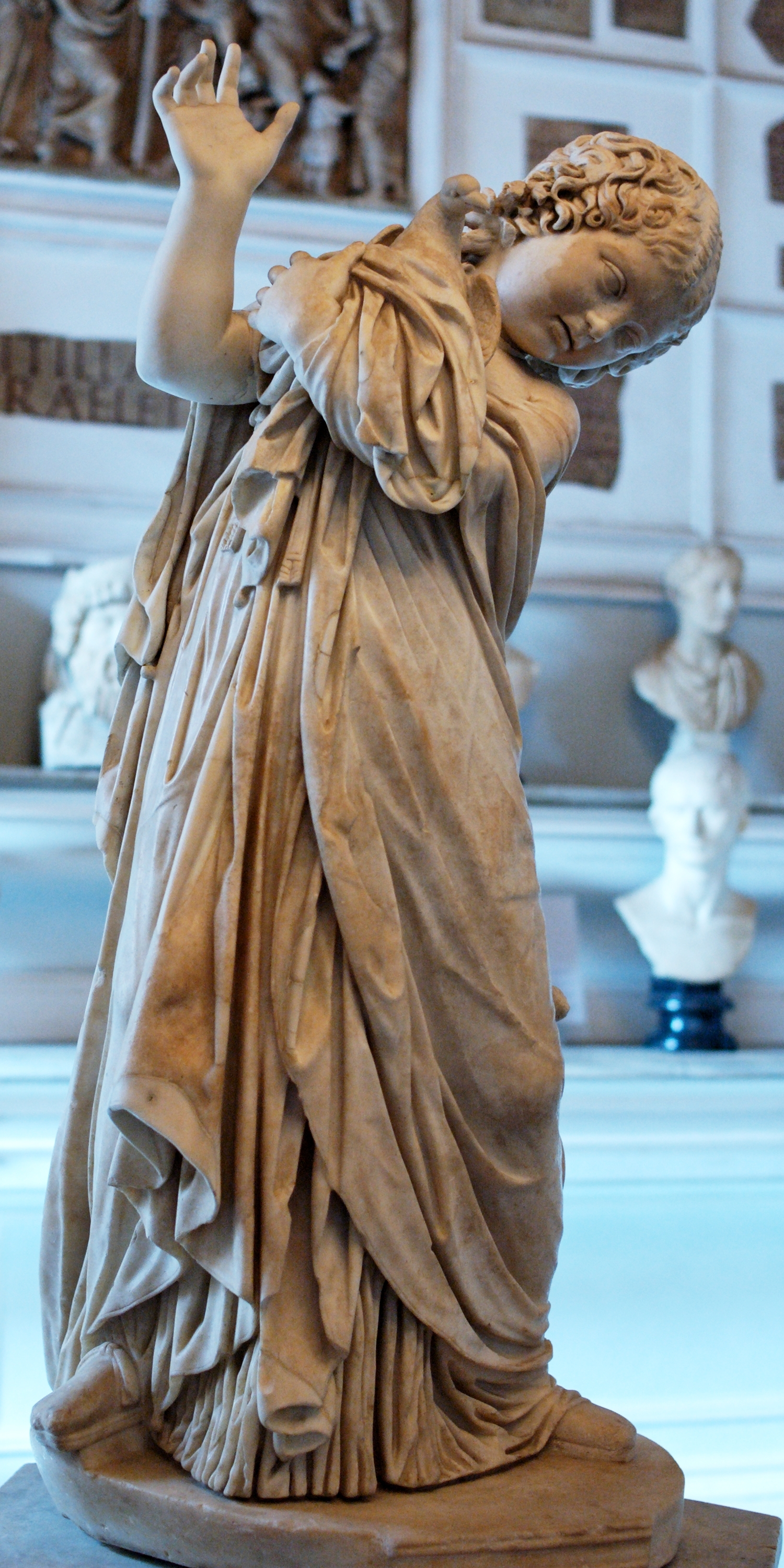
Petite Fille tenant une colombe.

Y sont conservés, la tabula en bronze du IIIe siècle par laquelle le collège des Fabri de Sentinum dans la région des Marches assignait à Coretius Fuscus le titre honorifique de patron ; la Tabula Iliaca, un fragment de bas-relief de style miniaturiste du Ier siècle av. J.-C. figurant des scènes de l'Iliade, accompagnées d'inscriptions explicatives ; une inscription en bronze trouvée sur l'Aventin, portant une dédicace à Septime Sévère et à la famille impériale effectuée en 203 par les vigiles de la IVe cohorte romaine ; le décret de Pompéius Strabon qui concédait des privilèges particuliers aux chevaliers espagnols qui s'étaient rangés aux côtés des Romains au cours de la bataille d'Ascoli durant la Guerre sociale (89-90 av. J.-C.) ; le sénatus-consulte relatif à Asclépiade de Clazomènes et aux alliés, le plus ancien témoignage de décret en bronze rendu par le Sénat romain en 78 av. J.-C., conservé presque intégralement.

#### Statue de petite fille tenant une colombe
La statue de Petite Fille tenant une colombe, placée au milieu de la salle, représente une fillette qui protège une colombe de l'assaut d'un serpent en la cachant dans les replis de son manteau, qui couvre une longue tunique. Le serpent est le résultat d'une restauration moderne. Elle est la copie romaine d'un original hellénistique, époque durant laquelle  se développe l'attention pour les différents aspects de la vie quotidienne, explorée sous toutes ses formes, dont de fréquentes représentations d'enfants, souvent surpris dans leurs jeux. Cette figure trouve des antécédents dans les reliefs des statues funéraires grecques des Ve et IVe siècles av. J.-C..

#### Mosaïque des colombes

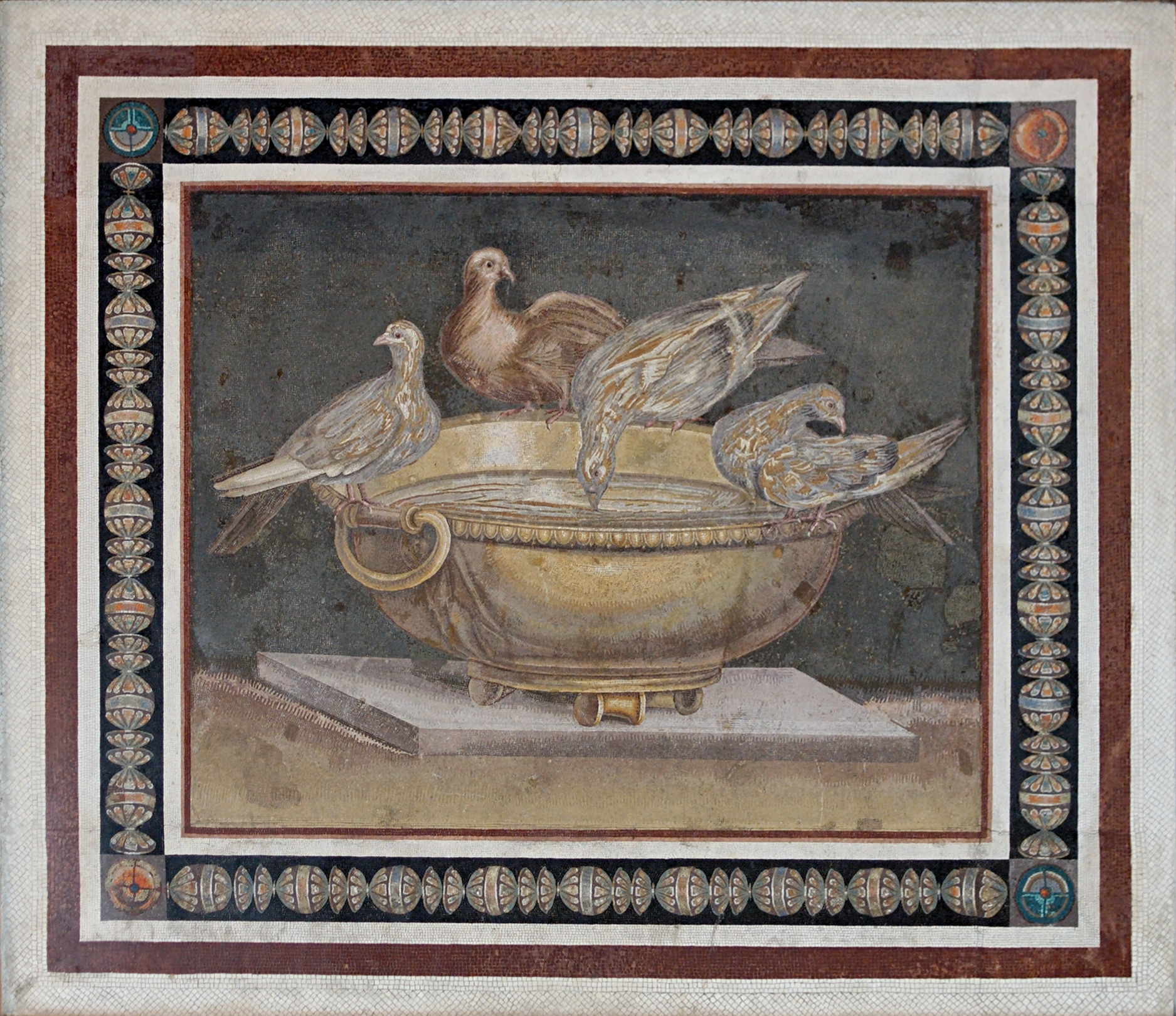
Mosaïque des colombes.

La mosaïque des colombes représente quatre colombes posées sur le bord d'un vase en bronze où l'une d'elles s'abreuve. L'encadrement porte un décor d'astragale qui rappelle les motifs architecturaux. Son bord externe décoré d'une guirlande qui faisait partie de la collection Albani est absente : offerte à Frédéric de Saxe, elle est aujourd'hui exposée à l'Augusteum de Dresde. Ce panneau figuré (emblema), composé de très fines tesselles polychromes, de marbre et de verre, était placé au centre de la salle. Ce type de représentation, réalisée sur commission pour de riches Romains, se différenciait du reste du pavement de mosaïque, dont il constituait le motif de prestige. Cet emblema est une copie proche du schéma d'origine de celui du mosaïste Sôsos de Pergame, actif dans le courant du IIe siècle av. J.-C..

#### Mosaïque des masques de théâtre

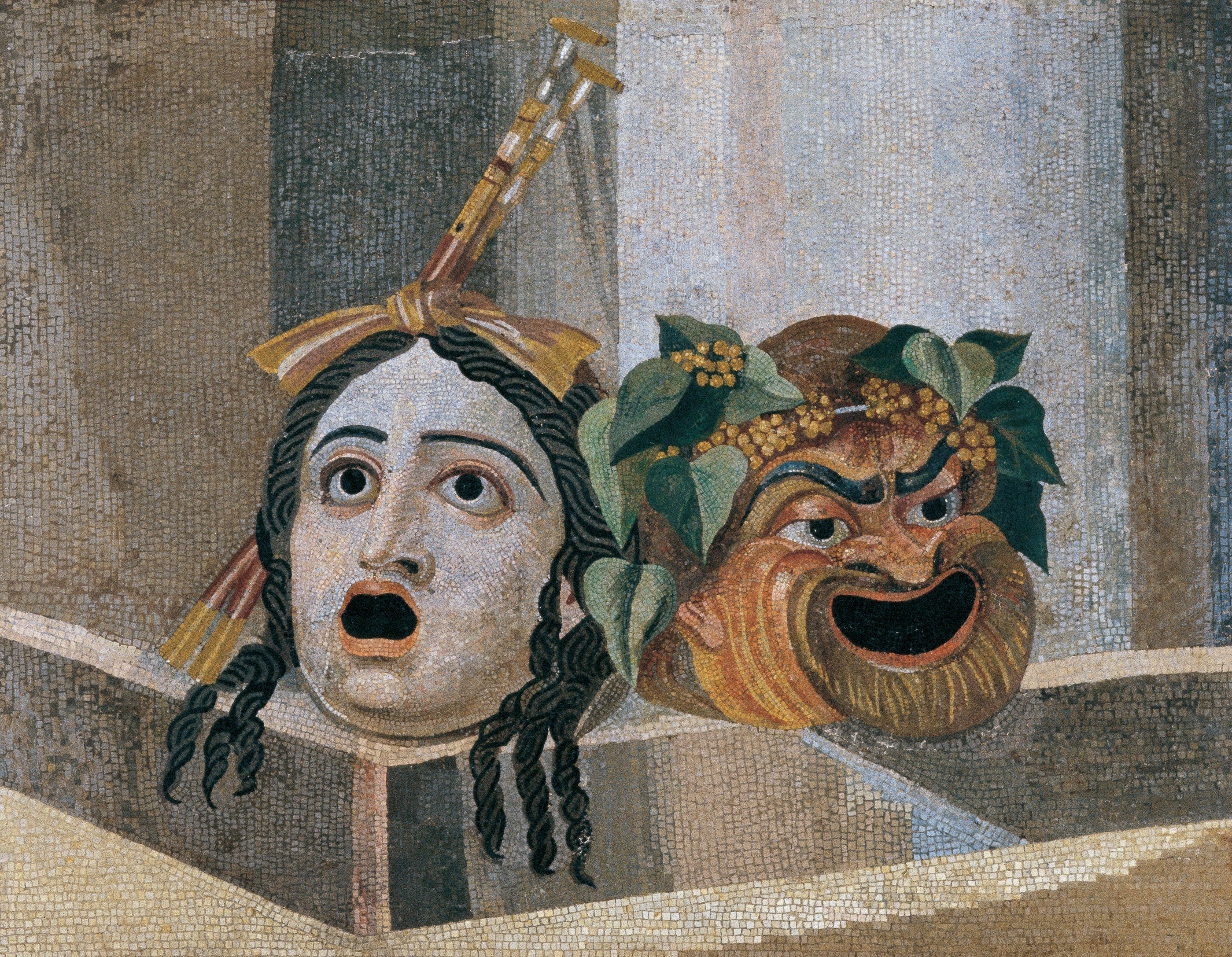
Mosaïque des masques de théâtre.

La mosaïque des Masques de théâtre, trouvée en 1824 dans une vigne de l'Aventin appartenant à la compagnie de Jésus, face à l'église Santa Prisca, à l'emplacement des thermes construits par l'empereur Dèce, a été acquise par Léon XII. Elle représente deux masques posés sur la plinthe saillante de l'angle entre deux murs en perspective ; deux flûtes, posées contre l'un des murs, y projettent leur ombre. Le masque féminin représente une femme aux grands yeux et à la bouche largement ouverte ; ses cheveux, aux longues tresses bouclées, sont liés par un ruban qui forme un nœud au-dessus du centre du front. Les traits de l'homme sont accentués et ridiculisés : la bouche énorme, le nez large et épaté, les yeux saillants, les joues fripées ; sa tête est couronnée de lierre et de baies, végétaux liés au culte de Dionysos, dont l'importance a été fondamentale dans la naissance du Théâtre grec antique. Ces masques appartiennent à deux « types » de la Comédie Nouvelle, qui s'est développée dans le courant de l'époque hellénistique : la jeune femme, parfois attristée par ses malheurs, et l'esclave, peureux et railleur. Cette œuvre réalisée en tesselles de marbre polychromes est probablement l'emblema du pavement d'un édifice de l'Aventin à l'époque impériale. Elee est datée du IIe siècle, peut-être de l'époque d'Hadrien.

#### Statue de vieille femme ivre
Cette statue, réassemblée à partir de nombreux fragments et complétée, figure une vieille femme serrant un vase de vin contre elle. Elle fait partie d'une série de représentations d'époque hellénistique consacrées à des personnages abandonnés à leurs vices et représentés dans la bassesse de leur vie quotidienne. Un soin particulier a été apporté au rendu du drapé. Il pourrait s'agir d'une copie d'une œuvre du IIIe siècle av. J.-C. réalisée à Smyrme par un certain Myron.

### Cabinet de Vénus
Cette petite salle polygonale, semblable à un nymphée, est un excellent cadre pour la statue appelée Aphrodite du Capitole ou Vénus capitoline. L'Aphrodite aurait été retrouvée lors du pontificat de Clément X (1670-1676) dans la basilique San Vitale de Rome ; selon Pietro Santi Bartoli, la statue se trouvait à l'intérieur de certaines pièces anciennes avec d'autres sculptures. Le pape Benoît XIV acheta la statue à la famille Stazi en 1752 et en fit don aux musées. Après diverses vicissitudes, après le traité de Tolentino, elle revint définitivement aux musées en 1816.

### Salle des Empereurs

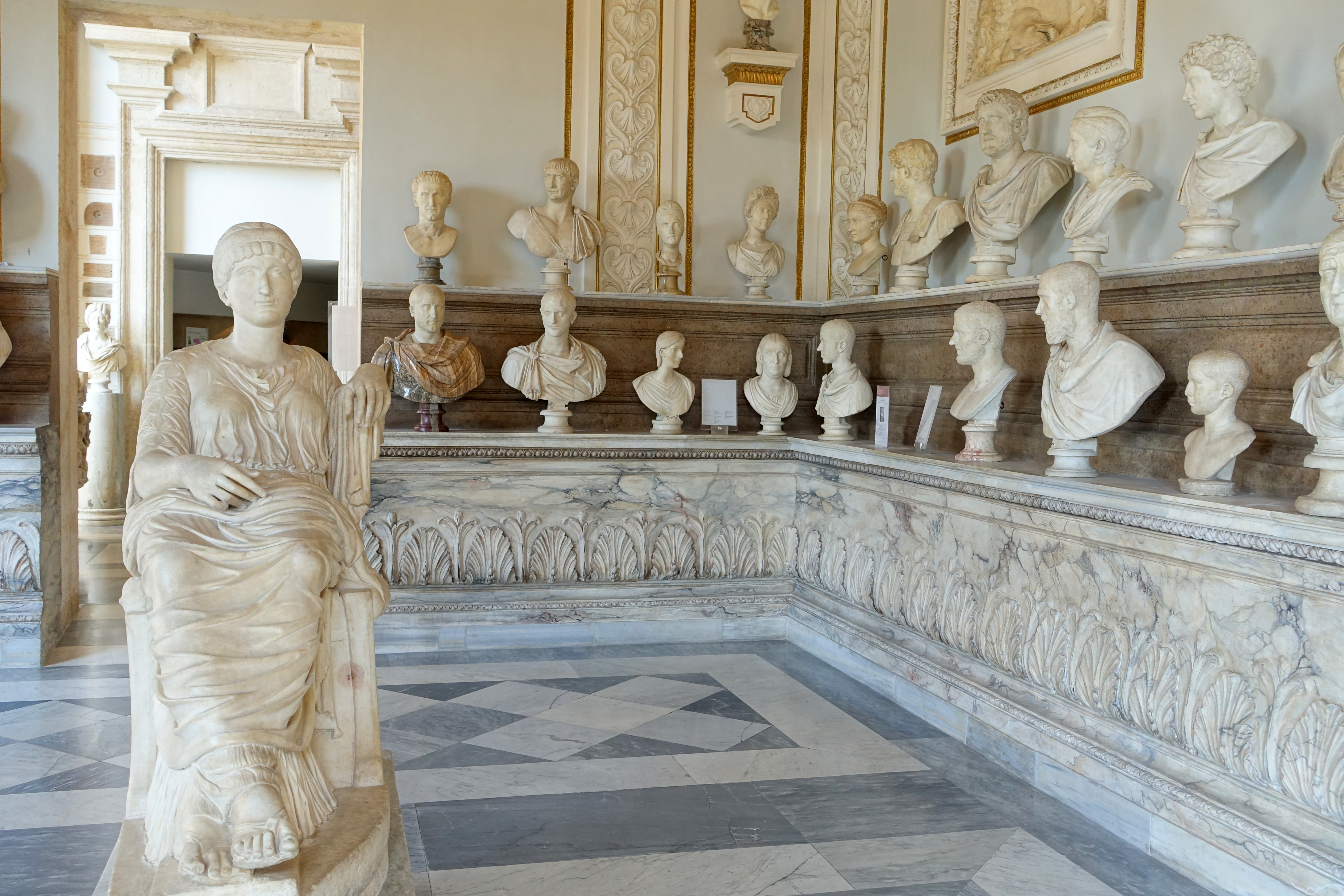
Salle des Empereurs.

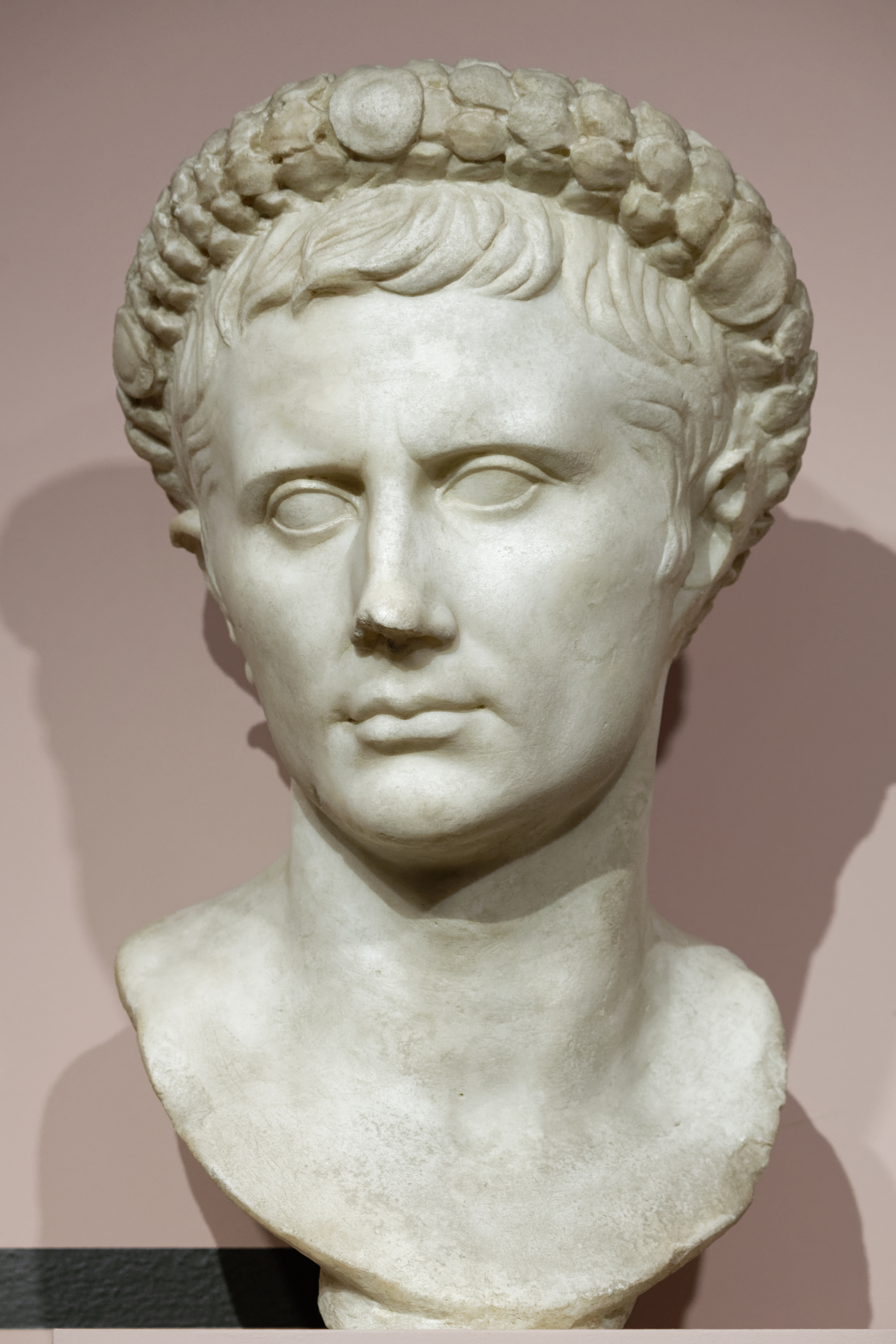
Auguste avec la couronne de feuilles de chêne.

La salle des Empereurs est l'une des plus anciennes salles des musées du Capitole. Depuis l'ouverture des espaces d'exposition au public en 1734, les conservateurs ont souhaité disposer les portraits des empereurs et des personnages de leur entourage dans une seule pièce. Les œuvres exposées sont le produit d'une sélection raisonnée effectuée pour cette section de la collection au XIXe siècle. Elle se compose de 67 bustes-portraits, d'une statue féminine assise (au centre), de 8 bas-reliefs, ainsi que d'une épigraphe honorifique moderne.
Les bustes sont présentés pour la plupart sur une double file de consoles de marbre, permettant de suivre chronologiquement le développement du portrait romain, depuis l'époque républicaine jusqu'à la fin de l'Antiquité. La série impériale se termine avec Flavius Honorius, fils de Théodose Ier, qui annonce les modes de représentation de l'art byzantin.
Parmi les portraits les plus remarquables, ceux d'un jeune Auguste, de peu postérieur à la bataille d'Actium en 31 av. J.-C. qui le porta au pouvoir, et d'un Auguste adulte dans sa pleine maturité, serein, la tête portant la couronne triomphale de feuilles de chêne, qui peut être rapprochée de celui de son épouse, l'impératrice Livie, embellie d'un riche et haut diadème à trophée d'épis et de boutons, qui l'associe à la bénéfique déesse Cérès.
Les empereurs de la famille des Flavii (Vespasien, Titus, Nerva) ou des empereurs du IIe siècle (de Trajan à Commode) sont bien représentés, tout comme la dynastie des Sévères. Néron est représenté très jeune, au début de son règne. La série masculine des empereurs  permet de suivre la manière de porter les cheveux et la barbe jusqu'alors parfaitement rasée, puis portée longue, « à la grecque », de manière à paraître inspiré, et engagé sur le plan philosophique.
Les portraits féminins ne manquent pas, avec leurs coiffures complexes, leurs perruques et leurs boucles élaborées, comme ceux de Plotine, Faustina et Julia Domna. Le portrait de l'épouse  de Germanicus, Agrippine l'Aînée, du tout début de l'époque impériale, porte une coiffure typique, avec des cheveux disposés en petites boucles sur le front. La coiffure est d'abord haute et découpée, « en échafaudage » de tradition flavienne, puis à plus ou moins haut chignon en couronne, typique de toute l'époque antonine. Les chevelures féminines sont parfois formées de perruques aux boucles richement élaborées. Faustine la Jeune changeait de coiffure à la naissance de chaque nouvel enfant, dont on connaît huit types différents.

### Salle des Philosophes

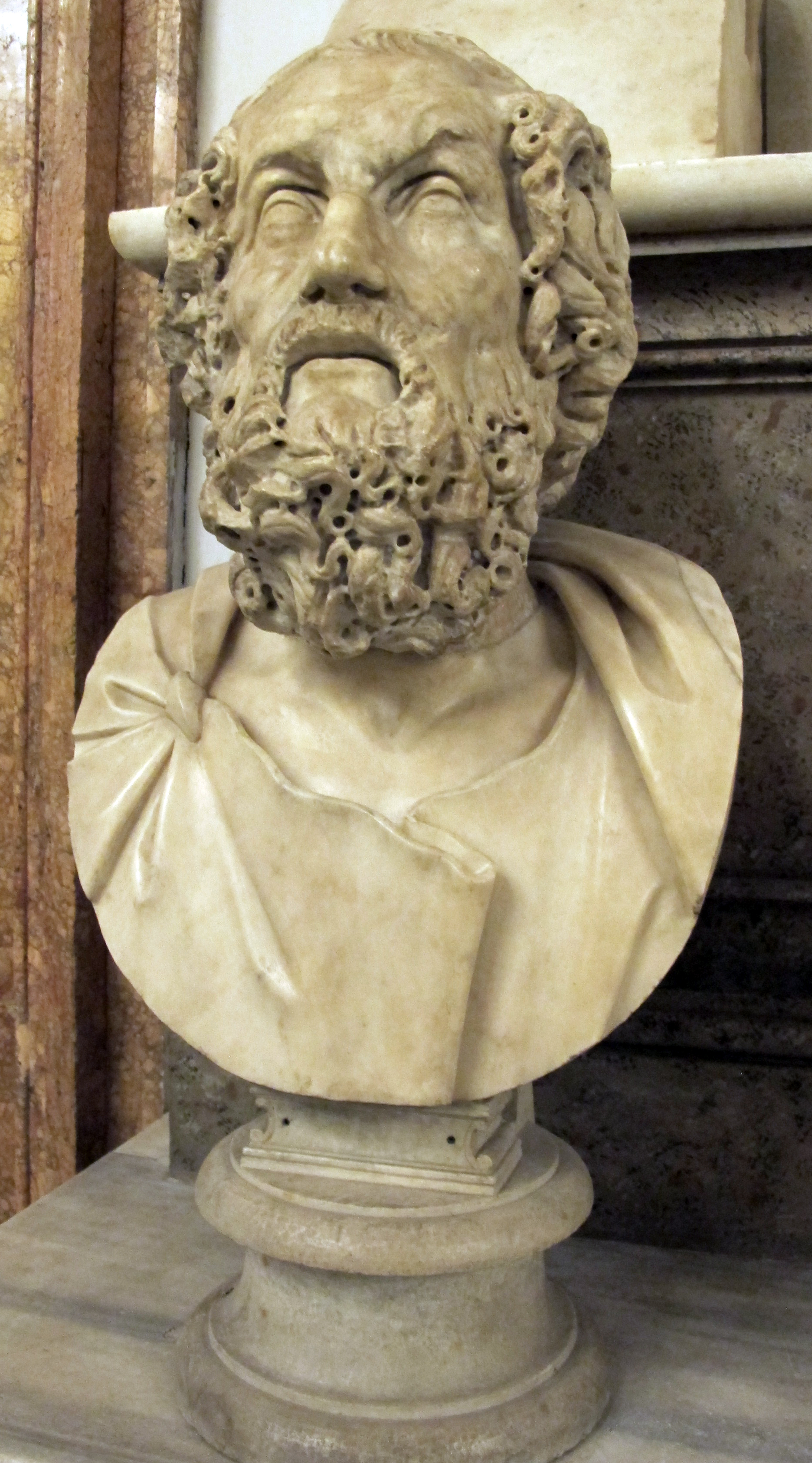
Homère, collection Albani.

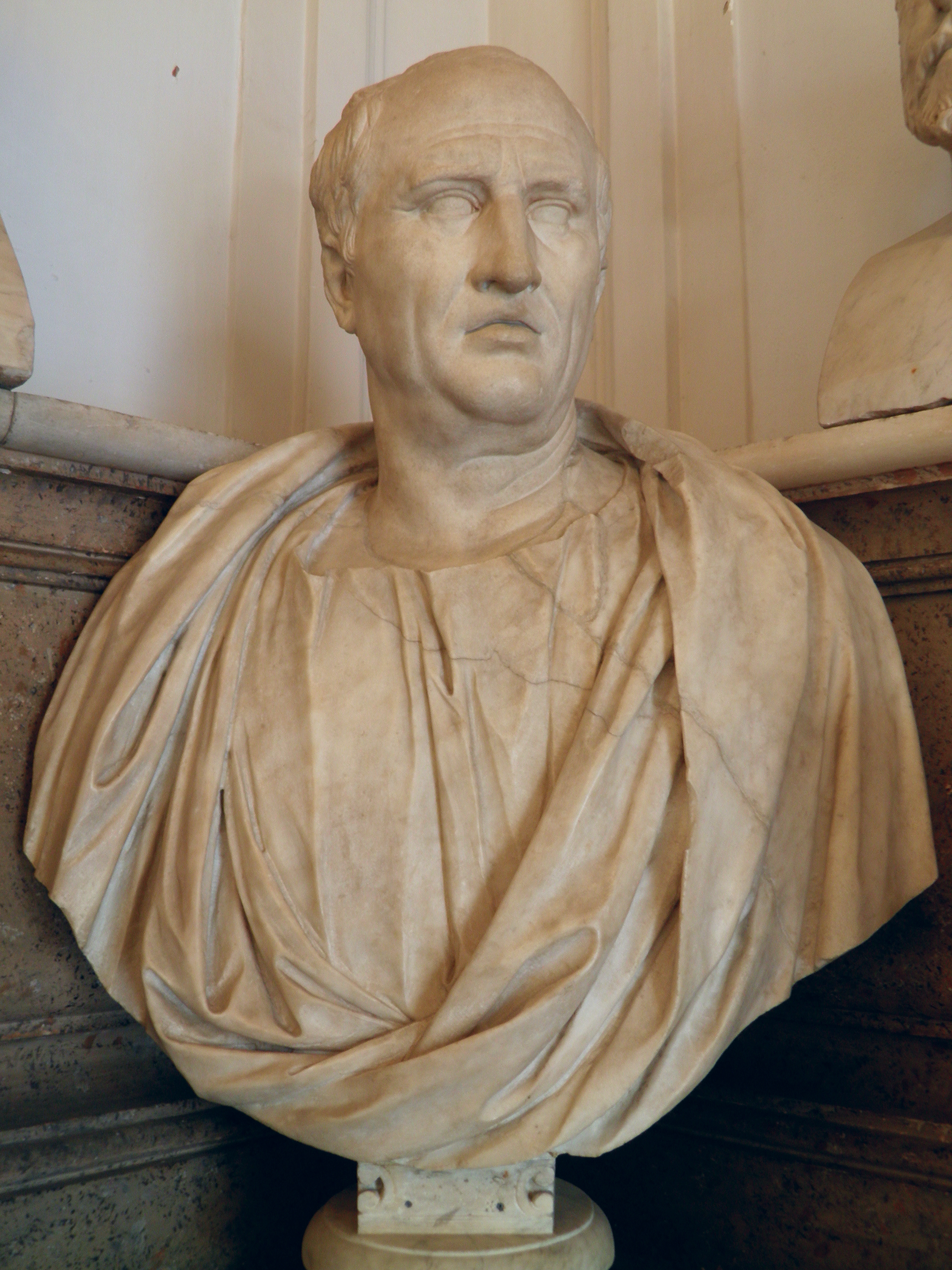
Buste de Cicéron.

Comme pour la salle des Empereurs, la salle des philosophes est née, lors de la fondation des musées du Capitole, du désir de rassembler les portraits, bustes et hermès, de poètes, philosophes et rhéteurs de Antiquité grecque d'époque classique et hellénistique dont les portraits, à l'époque romaine, décoraient les bibliothèques publiques et privées, le maisons familiales, les villas et les parcs de riches amateurs d'art et de philosophie, selon une mode introduite par le lettré Caius Asinius Pollio dans le courant de la seconde moitié du Ier siècle av. J.-C. 79 effigies représentatives de ces hommes illustres sont exposées dans la salle. Certaines sont certainement « de reconstruction », c'est-à-dire créées longtemps après la mort du personnage, et ne figurant donc que très approximativement ses traits véritables, tandis que d'autres, à partir de l'époque hellénistique, les reproduisent avec une certaine précision. 
La collection commence avec plusieurs exemplaires d'hermès figurant le poète le plus célèbre de l'antiquité, Homère, représenté de façon conventionnelle sous les traits d'un vieillard à barbe et chevelure fournies, aux yeux éteints, illustrant sa légendaire cécité, mais aussi sa profonde sensibilité et sa connaissance de l'âme et du destin de l'homme. Le prototype de ce portrait peut être attribué à l'école artistique rhodienne et se situe autour de 200 av. J.-C..
Le prototype statutaire de Pindare remonte à une époque artistique influencée par le style sévère (première moitié du Ve siècle av. J.-C.). Le portrait identifié comme celui de Pythagore se caractérise par le turban plat qui lui ceint la tête. Socrate est figuré presque sous les traits d'un silène, selon un portrait crée par Lysippe autour du milieu du IVe siècle av. J.-C., un demi-siècle après la mort du philosophe. Les trois plus célèbres poètes tragiques athéniens sont rassemblés dans la salle : Eschyle présente des traits pleins et bien marqués, portant une barbe ornementale stylisée, peut-être à partir d'un prototype du milieu du Ve siècle av. J.-C. environ ; la tête de Sophocle est carrée et massive, ses cheveux sont arrangés en petites boucles serrées, rassemblées par un ruban ; Euripide est représenté âgé, les tempes dégarnies, les oreilles couvertes par ses longs cheveux, son prototype témoignant de l'influence stylistique de Lysippe, peut-être daté autour de 320 av. J.-C.. 
Parmi les nombreux personnages du monde grec, quelques portraits de l'époque romaine sont également exposés, dont celui de Cicéron, célèbre homme d'État et homme de lettres, représenté à un peu plus de cinquante ans, au sommet de ses capacités intellectuelles et politiques. Ce buste renvoie à la fin de l'Hellénisme, mais le souci de réalisme du portrait romain d'époque républicaine le plus authentique y est également évident.

### Salon

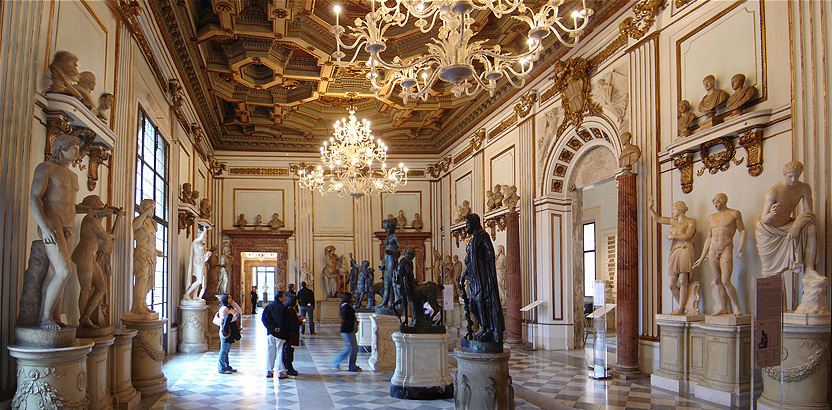
Salon du Palais Neuf.

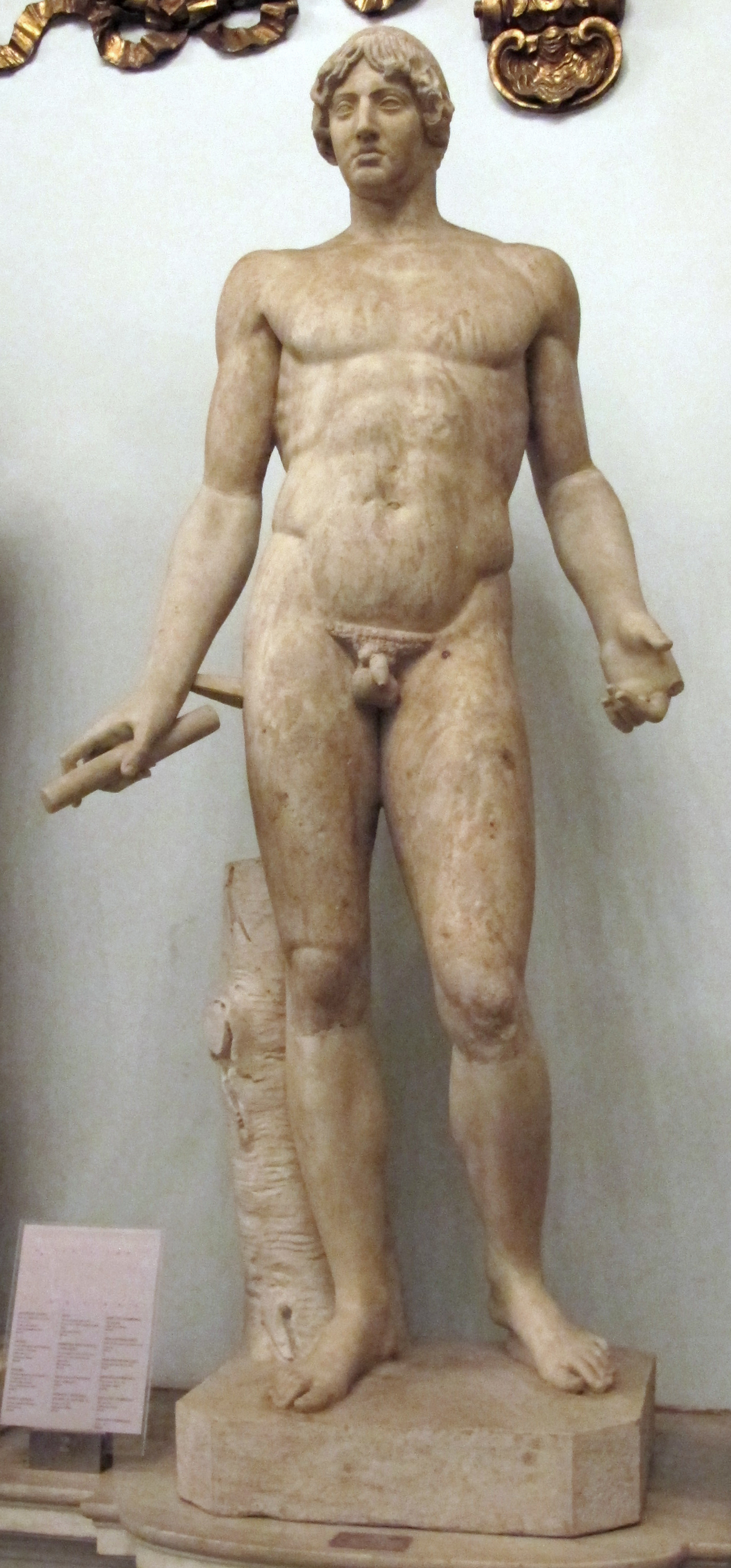
Apollon à l'Omphalos.

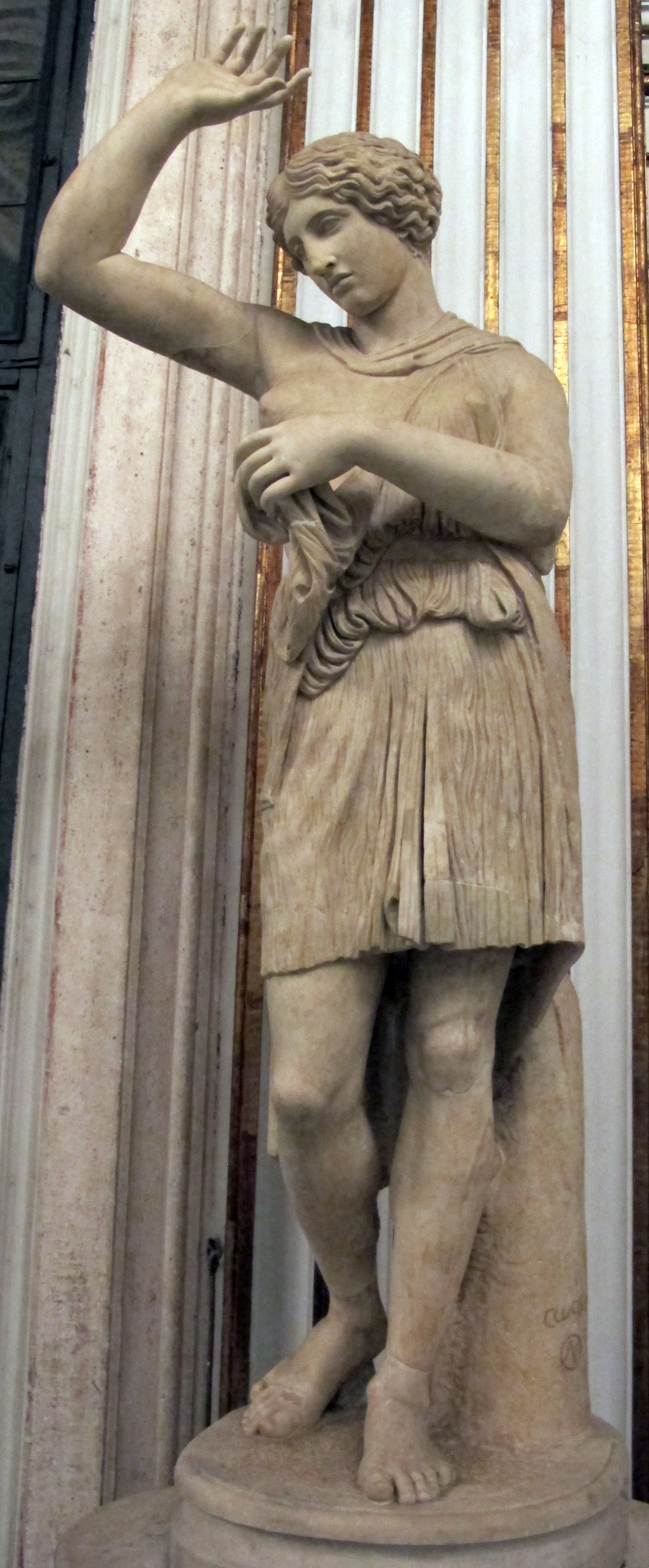
Amazone blessée.

Le salon du Palais Neuf est certainement l'environnement le plus monumental de tout le complexe muséal du Capitole, décoré et projeté de manière à créer une unité parfaite entre le cadre architectural et les statues qui devaient y figurer. Les quatre murs de la grande salle sont divisés en sections verticales dont l'ordre architectural se raccorde au spectaculaire plafond à caissons du XVIIe siècle qui entrelace de manière baroque, octogones, rectangles et rosaces, le tout finement sculpté. Au centre, figurent les armoiries d'Innocent X qui a achevé l'édifice. La grande salle a été récemment restaurée ce qui a permis de recouvrer la polychromie d'origine, mettant en valeur la richesse des décorations.
La grande porte qui s'ouvre sur le long mur de communication avec la Galerie, a été conçue par Filippo Barigioni dans la première moitié du XVIIIe siècle, avec deux Victoires ailées d'excellente facture.
Sur les côtés et au centre de la salle, sur des socles hauts et anciens, se trouvent quelques-unes des plus belles sculptures de la collection capitoline dont Apollon à l'omphalos, la statue d'Harpocrate et Apollon Citaredo. Au centre de la salle sont installées de grandes statues de bronze parmi lesquelles se détachent les sculptures  des Centaures de Furietti, également connus sous les noms de Vieux Centaure et Jeune Centaure, lorsqu'ils sont considérés séparément. Tout autour, sur un second niveau, sont installées des étagères avec une série de bustes dont ceux de Caracalla ou Geta, de Marc Aurèle, d'Auguste et d'Hadrien.

#### Chasseur au lièvre
La sculpture du Chasseur au lièvre a été découverte en 1747 près de la porta Latina. Elle représente un jeune homme nu qui élève sa proie, un lièvre, en s'appuyant de la main gauche à une hampe. Pastiche du IIIe siècle, le portrait est celui d'un personnage du IIe siècle dont la physionomie est typique de Gallien ; le corps dérive d'un original grec du milieu du Ve siècle av. J.-C. qui figure Persée élevant la tête de Méduse.

#### Apollon citharède
L'Apollon citharède a été acquis par Clément XII pour 1 000 écus au duc de Palombara en 1734. C'est une copie romaine de l'Apollon Lycien de Praxitèle dont l'original se trouvait à Athènes et qui représentait le dieu au repos après de longs travaux, type ayant fait l'objet d'élaborations jusqu'à la fin de l'époque hellénistique. L'arc a été remplacé par une cithare appuyée sur le trépied. Le dieu semble habité par une profonde inspiration : la figure intègre donc de fait un élément psychologique nouveau. Il s'agirait d'une variante tardive due au sculpteur attique Timarchidès qui travailla dans la première moitié du IIe siècle av. J.-C. et qui reçut une commande d'une statue d'Apollon destinée au cirque Flaminius.

#### Apollon à l'omphalos
L'Apollon à l'omphalos tire son nom du fait qu'une de ses copies les plus parfaites, exposée au Musée national archéologique d'Athènes, conserve l'omphalos, rocher recouvert de bandelettes qui était vénérée à Delphes. La statue provient de la collection Albani et est une copie romaine de l'original grec attribué à Calamis. Certains chercheurs reconnaissent l'Apollon Alexikakos, protecteur du mal, dédié à Athènes en remerciement de la guérison de la Peste d'Athènes en 430-427 av. J.-C., tandis que d'autres y voient le prototype de l'Apollon sculpté par Onatas. La structure anatomique, rendue par grandes masses, le visage du dieu à l'expression bienveillante, la coiffure en tresses bien serrées autour de la tête sont des éléments qui annoncent le passage du style sévère au style classique.

#### Statue d'Harpocrate
Cette sculpture a été découverte dans l'une des salles des substructions du Pœcile de la villa d'Hadrien à Tivoli en 1741. Elle a été donnée au musée par Benoit XIV en 1744.
Fils d'Isis et d'Osiris, le dieu est représenté nu, impubère, reposant sur la jambe droite derrière laquelle a été insérée, jusqu'à hauteur du genou, un tronc de palmier chargé de fruits. La jambe gauche, peu fléchie, est légèrement rejetée vers l'arrière. Le pli de l'aine est à peine marqué, le ventre arrondi légèrement proéminent. Le modèle des fesses, rondes et bien dessinées, contribue à souligner la jeunesse du dieu.
L'index de la main gauche, tendu et rattaché au menton par un petit étai, effleure la lèvre inférieure, dans l'attitude traditionnelle du silence. À l'époque romaine, ce geste était interprété comme une attitude mystique, visant à protéger les secrets de la religion. La tête est légèrement inclinée vers la gauche de manière à souligner l'expression particulière du jeune garçon. De petites boucles au sommet du front sont rendues par de fines incisions, formant une courte frange qui descend au-dessous de la calotte lisse surmontée par une touffe de cheveux retenue par un nœud, de manière à tendre la motif du pschent, la couronne de la Haute et de la Moyenne-Égypte. 
La maîtrise de l'usage du trépan pour la chevelure et le rendu de l'iris, par dépression du bulbe oculaire, suggèrent que cette sculpture est de l'époque d'Hadrien. L'iconographie pourrait remonter à un original alexandrin, de dérivation praxitélienne, connu également par de nombreuses répliques et bronze de dimensions réduites.

#### Amazone du «type du Capitole»
La sculpture d'une Amazone blessée, également appelée Amazone du « type du Sosikles » en raison de la signature portée sur cette copie, est généralement attribuée à Polyclète. Elle a des dimensions légèrement plus grandes que nature. Complétée par Napolioni, le maître de Bartolomeo Cavaceppi, elle présente un bras levé, qui brandissait peut-être à l'origine la lance sur laquelle la figure prenait appui. Le bras gauche soulève le pan de drapé qui dévoile la blessure.

#### Centaures de Furietti
Ces deux statues, placées au centre de la salle, ont été découvertes dans les fouilles effectuées à la villa d'Hadrien de Tivoli par le cardinal Giuseppe Alessandro Furietti et acquises par Clément XIII, en 1765, pour les musées du Capitole. Faites de marbre gris, elles sont signées d'Arisyeas et de Papias, artistes d'Aphrodisias  en Asie Mineure, ville qui était le siège d'une école d'habiles copistes d'œuvres grecques, dont certains s'installèrent à Rome pendant les dernières décennies du Ier siècle av. J.-C. où les empereurs et les privés pouvaient leur assurer un travail continu et bien rémunéré. La plupart des statues connues de cette école, dont les Centaures des musées du Capitole, remonte à l'époque d'Hadrien (IIe siècle). Ces Centaures doivent leur célébrité à la maîtrise du travail et à la rareté du matériau utilisé, un marbre prisé extrait des carrières du promontoire du Cap Ténare en Laconie. Le jeune centaure est gai et joueur, le vieux malade et souffrant. Le rendu de la chevelure, de la barbe et de la queue trahit une recherche évidente des effets métalliques : on suppose que ces œuvres dérivent d'originaux en bronze.

### Salle du Faune

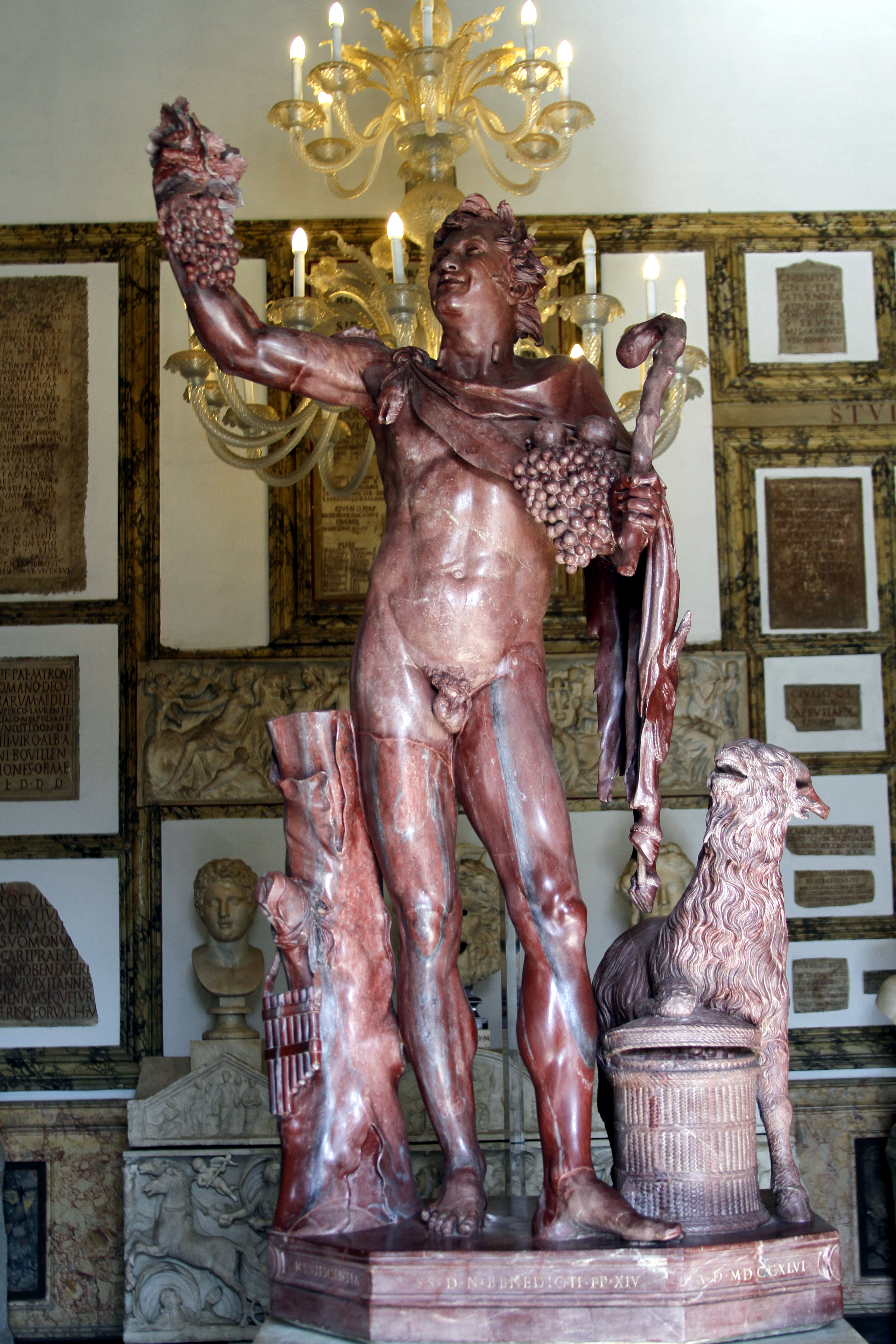
Faune provenant de la villa d'Hadrien.

La salle tire son nom de la célèbre sculpture présente en son centre depuis 1817. Les murs sont couverts d'inscriptions insérées au XVIIIe siècle, divisées en groupes selon le contenu et avec une section créée pour les timbres sur briques. Parmi les textes épigraphiques, la Lex de imperio Vespasiani sur le mur de droite date du Ier siècle (décret conférant un pouvoir particulier à l'empereur Vespasien). Sa présence sur le Capitole est attestée dès le XIVe siècle ; le texte n'est pas gravé mais rédigé durant la fusion.
La statue du Faune a été retrouvée en 1736 et restaurée par Clemente Bianchi et Bartolomeo Cavaceppi. Elle fut achetée par le musée en 1746 et devint très vite l'une des œuvres les plus appréciées des visiteurs de ce siècle. Le corps repose sur la jambe droite tandis que la gauche, conformément à l'original, est portée vers l'avant, le pied tourné vers l'extérieur, pour suggérer un mouvement de danse. L'idée du mouvement est transmise par la légère rotation vers la droite et par la musculature présentant des masses très contractées le long du dos et sur les fesses, en plans obliques, au milieu desquelles se trouve une queue touffue reposant sur la fesse gauche. Le haut du corps porte le nebris (peau de faon) nouée sur l'épaule droite et présente des masses musculaires bien dessinées, les côtes sont bien évidentes. Le visage, encadré par de longs favoris bouclés, a des pommettes saillantes, et la bouche laisse entrapercevoir les dents. Les orbites, vides, devaient probablement être complétées en métal ou en pierres dures.

### Salle du Gladiateur

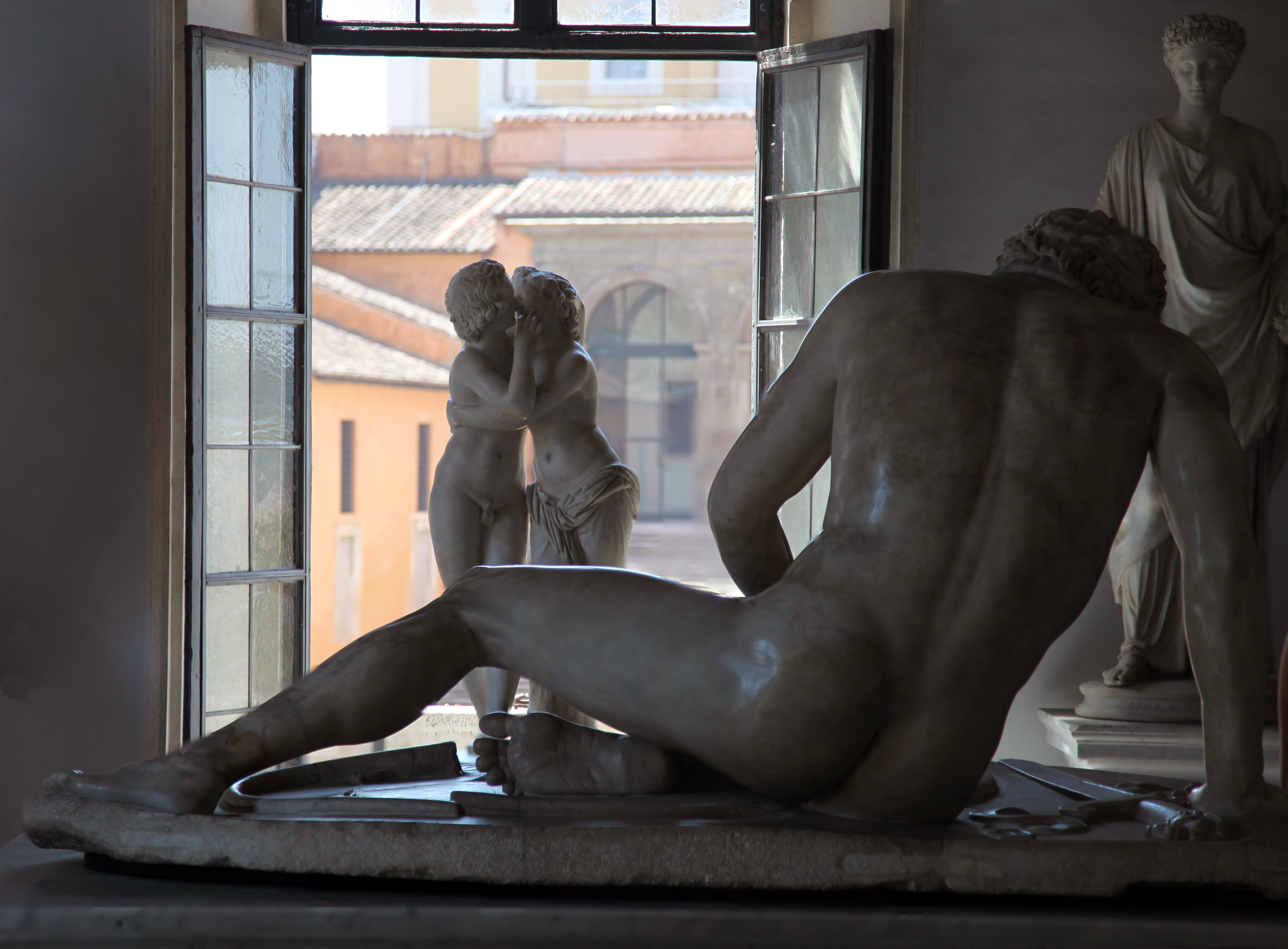
Galate mourant (de dos), avec Cupidon et Psyché en arrière-plan.

Cette salle tire son nom de la sculpture centrale, le Galate mourant considéré à tort comme un gladiateur en train de tomber sur son bouclier, au moment de son achat par Alessandro Capponi, président des Musées du Capitole, en 1734, devenant peut-être l'œuvre la plus célèbre de la collection, répliquée régulièrement sur des gravures et des dessins. Le Galate est entouré d'autres exemplaires d'une remarquable qualité : l'Amazone blessée, la statue d'Hermès-Antinoüs du Capitole et le Satyre au repos, tandis que, contre la fenêtre, le groupe rococo de Cupidon et Psyché symbolise la tendre union de l'âme humaine avec l'amour divin, selon un thème remontant au Platonisme qui connut un grand succès dans la production artistique depuis le début de l'hellénisme.

#### Amazone blessée
Cette sculpture dérive du modèle d'Amazone blessée crée par Phidias, qui aurait repris le thème de l'Amazone vaincue cher à la culture athénienne du Ve siècle av. J.-C. Le goût délicat et illuministe du drapé la rapproche des Amazones qui décoraient la frise du Parthénon. Cette statue, trouvée dans la villa d'Este, qui faisait partie dans l'Antiquité du périmètre de la villa d'Hadrien, a été donnée au musée par Benoit XIV en 1753. La compréhension exacte du type est rendue difficile par d'importantes restaurations de Bartolomeo Cavaceppi, qui aboutissent presque à une reprise complète du thème de l'Amazone blessée.

#### Satyre au repos
Cette statue a été donnée par Benoit XIV aux musées capitolins en 1753. Cédée à la France en vertu du traité de Tolentino, elle a été restituée aux collections capitolines en 1815. L'image est celle d'un jeune satyre reconnaissable à ses oreilles animales très pointues, le coude droit appuyé à un tronc d'arbre, en une pose de mol abandon. Toute la figure est organisée sur un plan oblique, flèche sur le côté, selon une attitude typiquement « praxitélienne », avec une branche utilisée comme étai. Sa toute récente restauration a mis en évidence d'importantes traces d'une patine jaune sur les boucles de cheveux : il s'agit probablement d'une préparation à la dorure. Cette sculpture est interprétée comme une copie du Satyre au repos de Praxitèle, reproduit à de nombreuses reprises au cours de l'époque romaine pour décorer le jardins et les nymphées des villas.

## Principales œuvres conservées
Du XVIe au  XVIIe siècle, les collections d'antiquités romaines et la découverte de nouveaux chefs-d'œuvre du passé, vont progressivement enrichir le Palais Neuf.
- la statue dite « du Marforio », qui servait de support aux pasquinades
- les deux satyres dits « della Valle », découverts près du théâtre de Pompée
- un Guerrier blessé, réélaboration par Pierre-Étienne Monnot d'un torse de discobole du type de Myron
- Éros bandant son arc, copie de Lysippe
- Léda au cygne, copie d'un groupe de Timothéos
- la Mosaïque des colombes, découverte dans la villa Adriana, en opus vermiculatum
- la Mosaïque des masques de théâtre, découverte sur l'Aventin, représentant deux types de la Nouvelle Comédie
- L'Aphrodite du Capitole, dérivée de l'Aphrodite de Cnide de Praxitèle
- Apollon à l'omphalos, copie de Calamis
- La statue d'Harpocrate faisant le signe du silence, découverte à la villa Adriana
- Jeune et Vieux Centaures en marbres gris, œuvres d'Aristéas et Papias d'Aphrodisias
- le Fauno Rosso, faune ivre en marbre rouge découvert à la villa Adriana
- le Galate mourant, copie de la série des Grands Gaulois hellénistiques
- un Satyre au repos, copie de Praxitèle
- l'Antinoüs du Capitole, copie d'un Hermès du IVe siècle av. J.-C.
- un buste d'Auguste avec une couronne gemmée